# 9. Februar
Der 9. Februar ist der 40. Tag des gregorianischen Kalenders, somit bleiben 325 Tage (in Schaltjahren 326 Tage) bis zum Jahresende.

## Ereignisse

### Politik und Weltgeschehen
- 1111: In Sutri führen König Heinrich V. und Papst Paschalis II. geheime Verhandlungen zur Beendigung des Investiturstreits. Sie einigen sich im Vergleich von Sutri auf die iuramentum Sutrinum genannte radikale Lösung. Ihre Bekanntgabe bei der Kaiserkrönung in Rom am 12. Februar löst schwere Tumulte und Gewaltausbrüche aus, die zum Abbruch der Krönung führen.
- 1354: Böhmens Königin Anna von Schweidnitz wird als Gattin Karls IV. in Aachen zur deutschen Königin gekrönt.

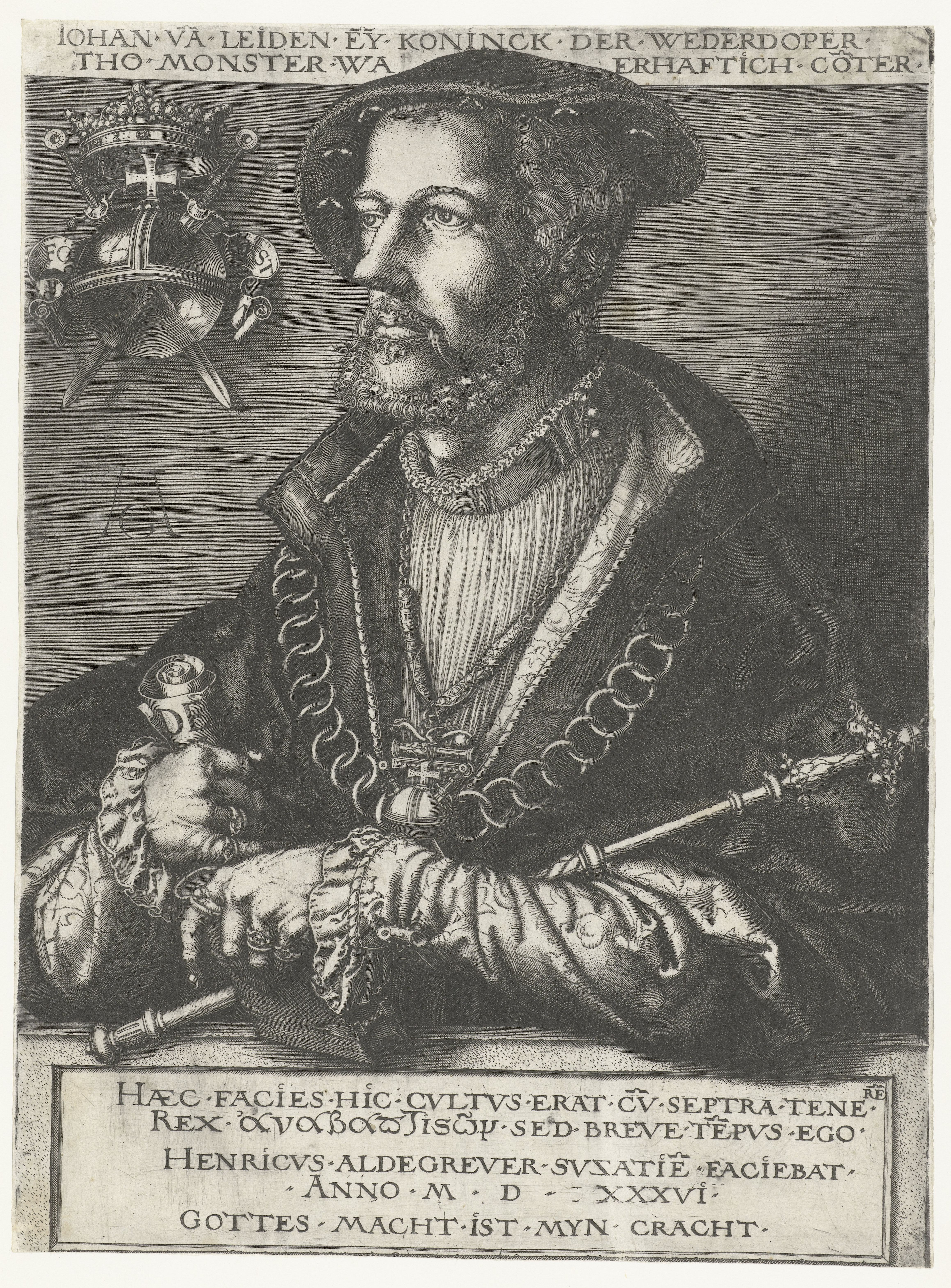
1534: Jan van Leiden

- 1534: In Münster wird von den Täufern unter Jan Matthys unter der Mitarbeit von Jan van Leiden das Täuferreich errichtet.
- 1775: Die britische Regierung erklärt ihre nordamerikanische Kolonie Massachusetts zur abtrünnigen Provinz. Der Amerikanische Unabhängigkeitskrieg zieht herauf.

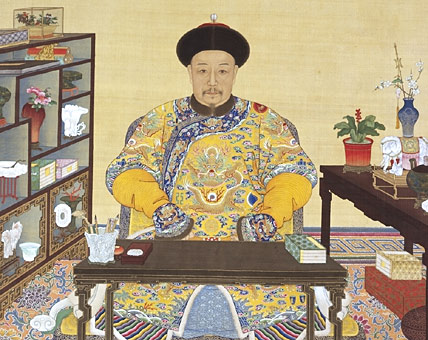
1796: Kaiser Jiaqing

- 1796: Jiaqing aus der Qing-Dynastie übernimmt für seinen betagten Vater Qianlong das Amt des Kaisers von China. Tatsächlich kann er jedoch erst nach dem Tod seines Vaters regieren.
- 1801: Der Friede von Lunéville zwischen Frankreich und Österreich beendet den Zweiten Koalitionskrieg. Frankreich erhält die von ihm beanspruchten linksrheinischen Gebiete. Österreich muss außerdem drei französische Tochterrepubliken, die Batavische, die Helvetische und die Ligurische Republik, anerkennen.
- 1822: Haiti annektiert unter seinem Präsidenten Jean-Pierre Boyer den ausgerufenen benachbarten Unabhängigen Staat Spanisch-Haiti, einen kurzlebigen Vorläufer der Dominikanischen Republik.
- 1825: Das US-Repräsentantenhaus wählt – nachdem keiner der Kandidaten bei der Präsidentschaftswahl eine absolute Mehrheit der Wahlmänner-Stimmen hat erreichen können – überraschend John Quincy Adams zum Präsidenten, und nicht Andrew Jackson, der ursprünglich mehr Stimmen gehabt hatte.
- 1839: John Balleny, der Kapitän eines britischen Walfängers, entdeckt im Südlichen Ozean mit Sturge Island die erste Insel der nach ihm benannten Balleny-Inseln. Sein Begleiter Thomas Freeman betritt das Land.
- 1848: Wegen Handgreiflichkeiten zwischen der Bevölkerung und der studentischen Leibgarde seiner Geliebten Lola Montez verfügt der bayerische König Ludwig I. die sofortige Schließung der Universität München und fordert alle Studenten zum Verlassen der Stadt auf. Dies löst tags darauf starke Proteste in der Stadt aus.

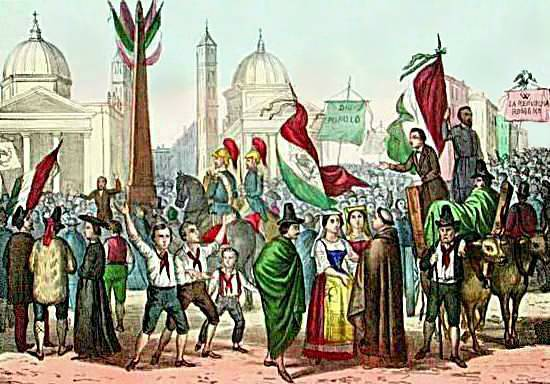
1849: Proklamation der Römischen Republik

- 1849: Im Kirchenstaat ruft Giuseppe Mazzini im Rahmen des Risorgimento die Römische Republik aus. Dies führt umgehend zum Eingreifen französischer und spanischer Truppen, die die Republik bis zum 3. Juli gewaltsam niederschlagen.

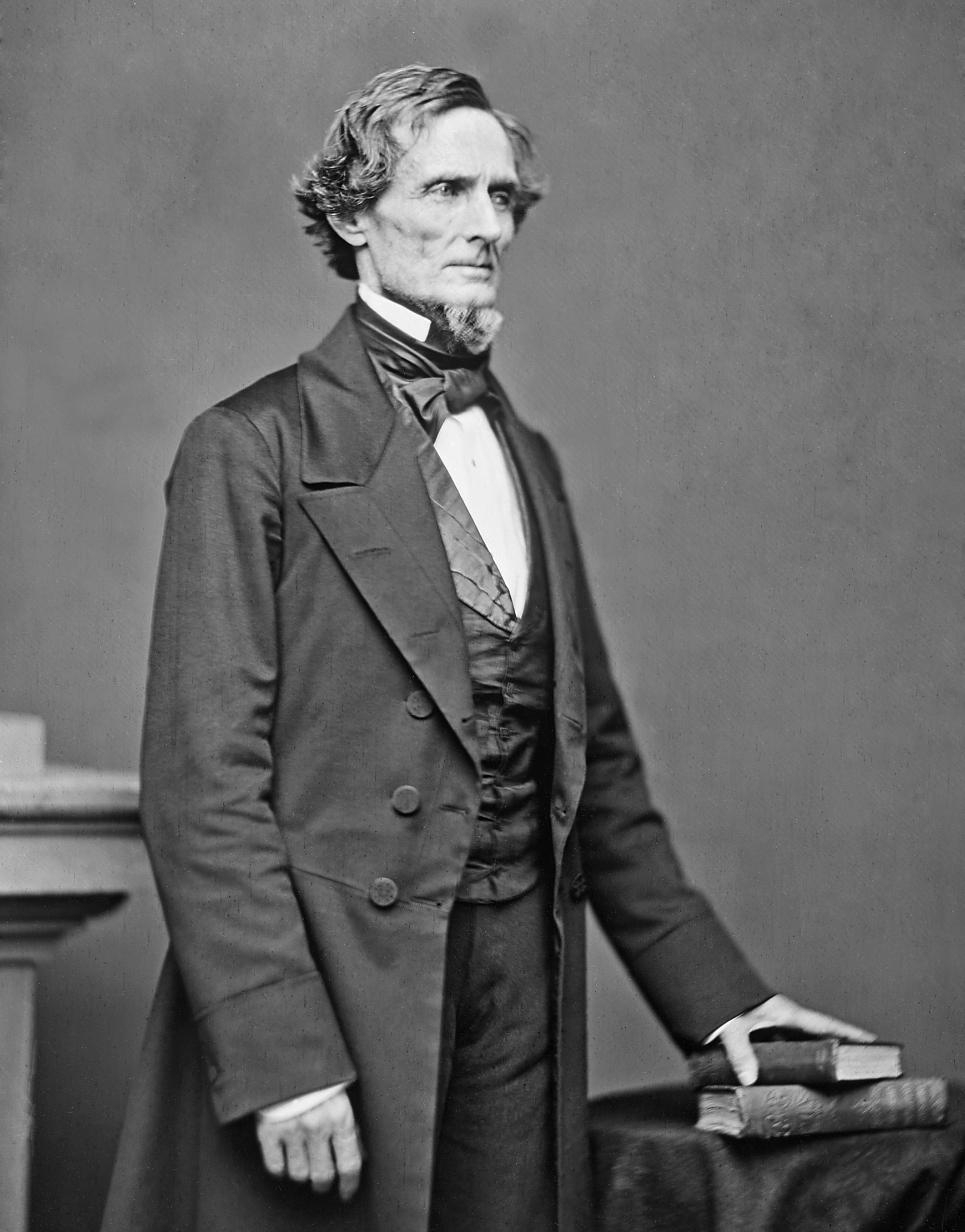
1861: Jefferson Davis

- 1861: Jefferson Davis wird von der verfassungsgebenden Versammlung zum Präsidenten der Konföderierten Staaten von Amerika gewählt.
- 1907: In London demonstrieren 3000 britische Suffragetten für die Einführung des Stimmrechts für Frauen, an ihrer Spitze Lady Frances Balfour und Lady Millicent Garrett Fawcett.
- 1918: Die Mittelmächte schließen zur Beendigung des Krieges im Osten einen separaten Friedensvertrag („Brotfrieden“) mit der Ukraine. Mit dem Vertrag ist die Ukraine als unabhängiger Staat anerkannt worden.

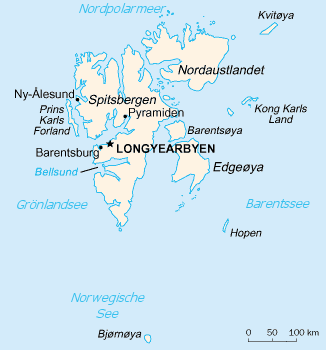
1920: Spitzbergen

- 1920: Im Pariser Vorort Sèvres schließen zahlreiche Staaten den Spitzbergenvertrag, der Norwegen die Souveränität über Spitzbergen (norw. Svalbard) zuspricht. Allerdings dürfen alle Vertragsparteien auf der Inselgruppe, die zur entmilitarisierten Zone erklärt wird, ökonomisch tätig sein.
- 1934: In Athen schließen die Türkei, Griechenland, Rumänien und Jugoslawien den Balkanpakt, ein Militärbündnis gegen bulgarische Vormachtbestrebungen auf der Balkanhalbinsel.
- 1943: Nach der verlorenen Schlacht um Guadalcanal im Pazifikkrieg ziehen die Japaner ihre letzten Truppen von der Pazifikinsel ab, die in der Folge zu einem alliierten Stützpunkt ausgebaut wird.
- 1946: Die niederländische Partij van de Arbeid gründet sich aus den bisherigen Parteien Vrijzinnig Democratische Bond, Sociaal Democratische Arbeiders Partij und Christen-democratische Unie.

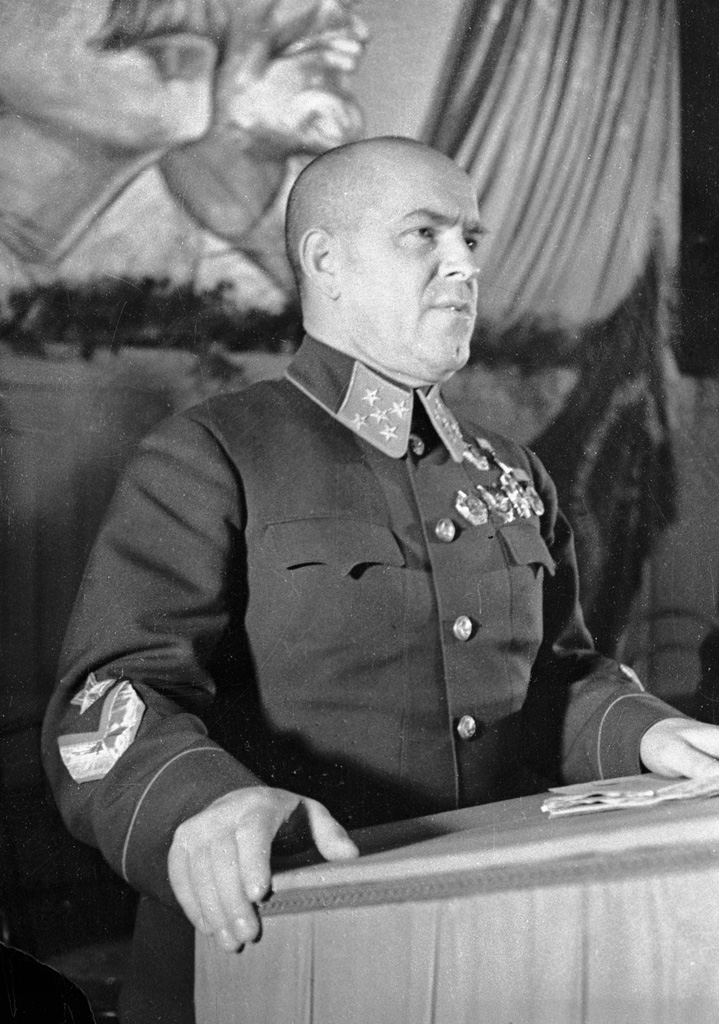
1955: Georgi Schukow

- 1955: Nach Nikolai Alexandrowitsch Bulganins Aufstieg zum sowjetischen Regierungschef wird Georgi Konstantinowitsch Schukow, 1945/46 Vertreter der Sowjetunion im Alliierten Kontrollrat und Leiter der SMAD, neuer Verteidigungsminister.
- 1973: Großbritannien und Frankreich nehmen diplomatische Beziehungen zur DDR auf.
- 1991: In einer Volksabstimmung stimmt das litauische Volk mit über 90 % bei einer Beteiligung von 85 % für die Unabhängigkeit von der Sowjetunion.
- 1991: Der am 11. Dezember 1989 zwischen Indonesien und Australien ausgehandelte Timor Gap Treaty tritt in Kraft. Im Timorgraben liegen große Erdöl- und Erdgasvorkommen. Osttimor wird Jahre später auf die Einhaltung des Vertragswerks pochen.
- 2004: In einem Interview mit dem Fernsehsender NBC gibt US-Präsident George W. Bush zum ersten Mal zu, dass Zweifel an Geheimdienstberichten über Massenvernichtungswaffen im Irak gerechtfertigt sind. Der Irakkrieg sei trotz dieser nun fragwürdigen Begründung nötig gewesen.

### Wirtschaft
- 1827: Die von Friedrich Weinbrenner und dessen Schüler Friedrich Theodor Fischer erbaute Münzstätte in Karlsruhe nimmt im Beisein des Großherzogs Ludwig von Baden ihren Betrieb auf.
- 1955: Die US-Gewerkschaften AFL und CIO schließen sich zur Einheitsgewerkschaft AFL-CIO zusammen.

### Wissenschaft und Technik
- 1827: Erstmals erscheint in London eine Ausgabe der Monthly Notices of the Royal Astronomical Society, einer Fachzeitschrift für Astronomie und Astrophysik.
- 1926: Der norwegische Ingenieur Erik Rotheim erfindet die Sprühdose.

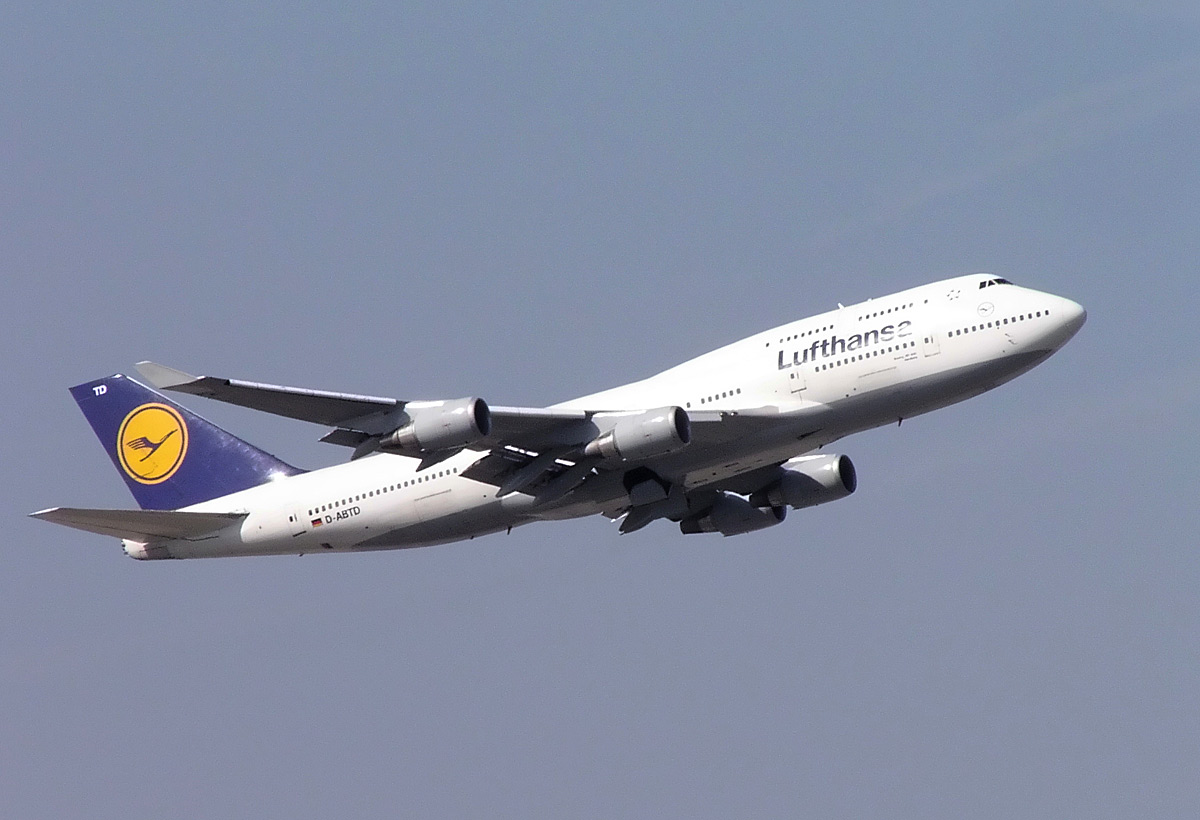
1969: Boeing 747

- 1969: Die Boeing 747, das bis 2005 größte Verkehrsflugzeug der Welt, startet zu ihrem Jungfernflug.

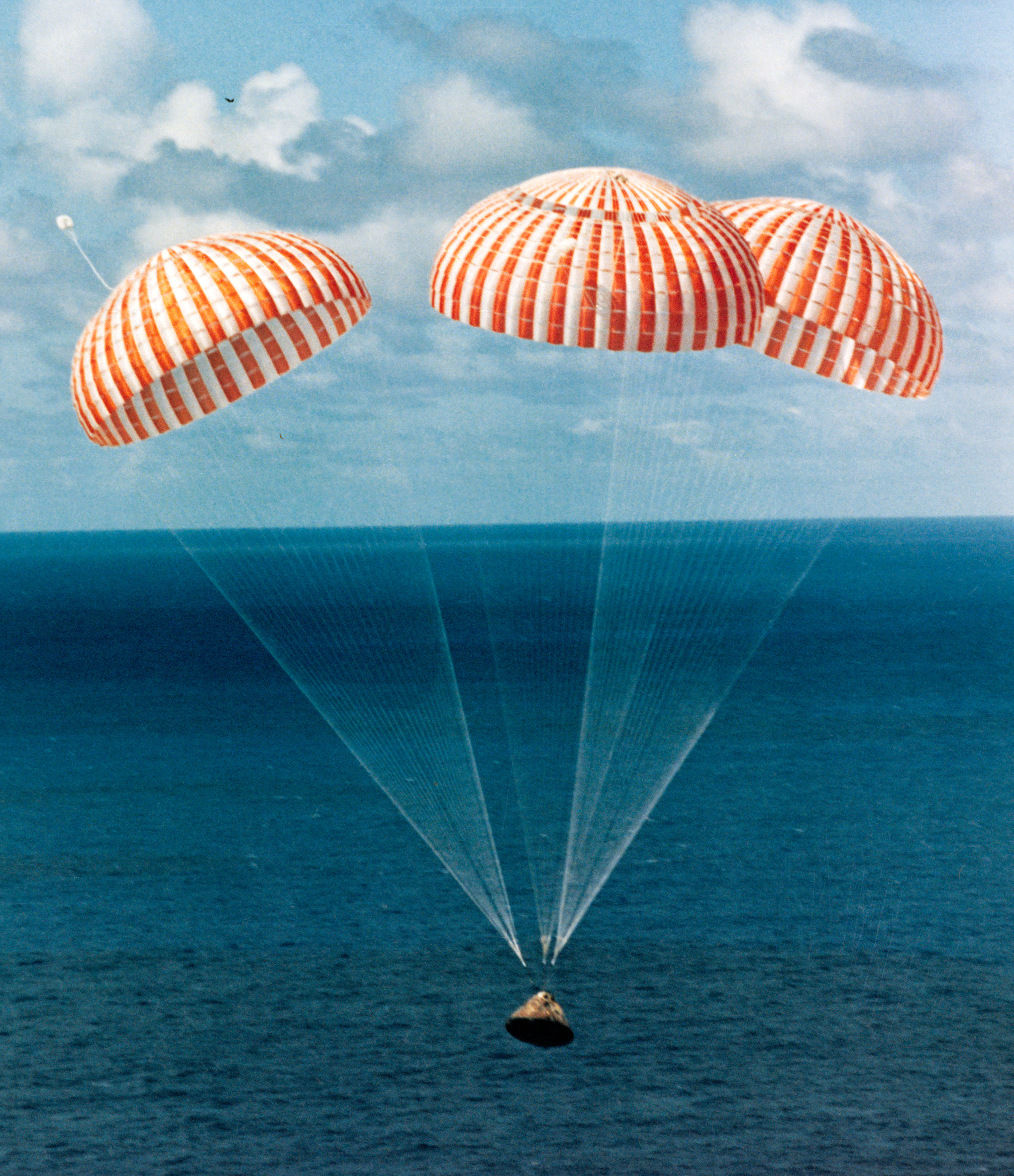
1971: Landung von Apollo 14

- 1971: Apollo 14 wassert nach ihrem Mondflug mit den Astronauten Alan Shepard, Edgar Mitchell und Stuart Roosa sicher im Pazifik. Es handelt sich um die bislang erfolgreichste Mission des Apollo-Programms.
- 1996: Forscher der Gesellschaft für Schwerionenforschung in Darmstadt geben die Entdeckung des später auf den Namen Copernicium getauften Elements bekannt.
- 2006: Die ägyptische Altertümerbehörde teilt offiziell mit, dass im Tal der Könige ein weiteres Grabmal entdeckt worden ist. Es erhält in der Folge die Bezeichnung KV63 und wird unter wissenschaftlicher Begleitung ausgegraben.

### Kultur
- 1711: In Hamburg findet die Uraufführung der Oper Henrico IV. von Johann Mattheson statt.
- 1751: Am Teatro Apollo in Rom erfolgt die Uraufführung der Oper Ifigenia in Aulide von Niccolò Jommelli.
- 1784: Wolfgang Amadeus Mozart vollendet sein 14. Klavierkonzert in Es-Dur (KV 449).
- 1829: An der Opéra-Comique in Paris wird die komische Oper Pierre et Catérine von Adolphe Adam uraufgeführt.

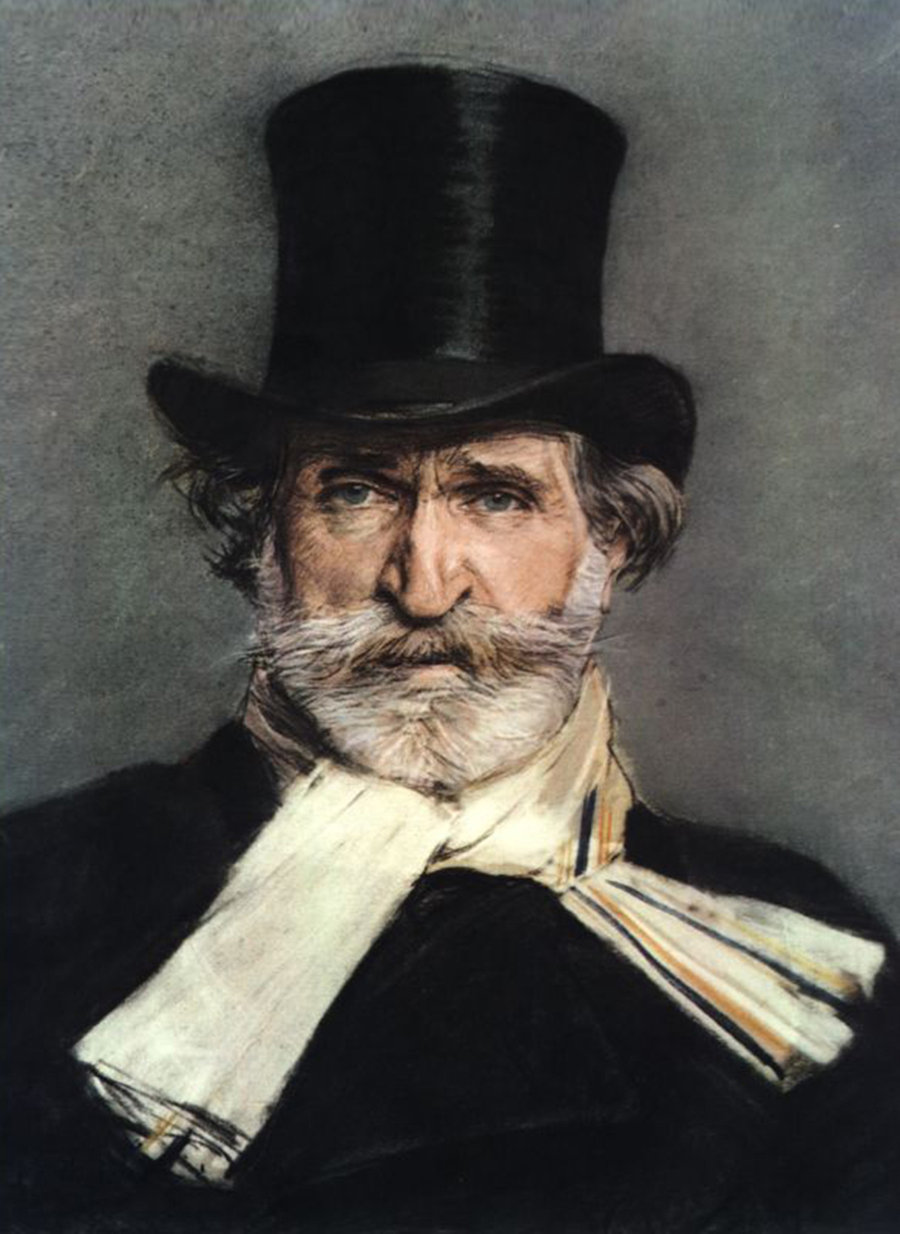
1893: Giuseppe Verdi

- 1893: Giuseppe Verdis letzte Oper, die lyrische Komödie Falstaff, mit dem Libretto von Arrigo Boito nach William Shakespeares Die lustigen Weiber von Windsor, wird mit großem Erfolg am Teatro alla Scala in Mailand uraufgeführt.

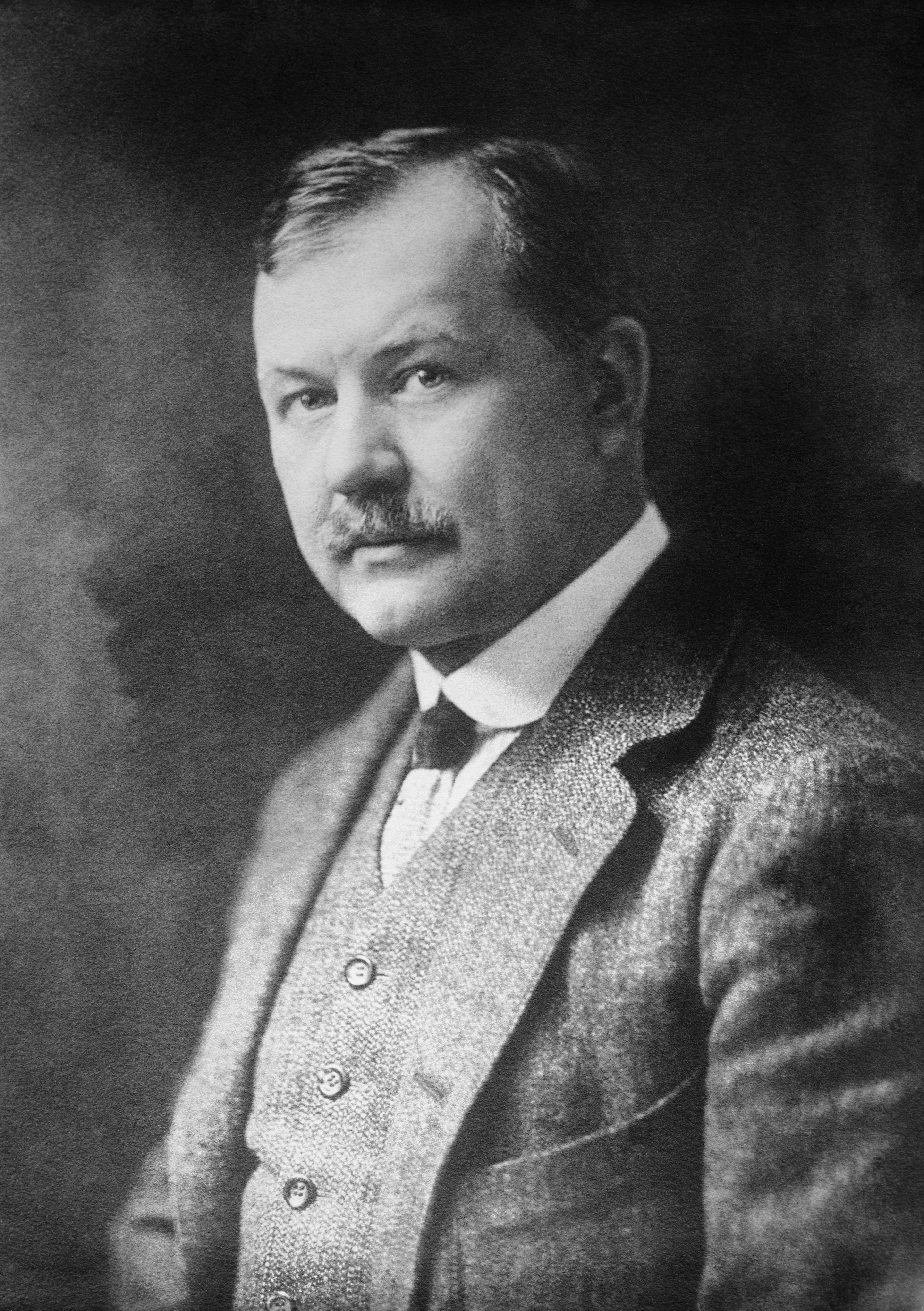
Franz Lehár

- 1923: Am Theater an der Wien in Wien erfolgt die Uraufführung der Operette Die gelbe Jacke von Franz Lehár. Der Text stammt von Ludwig Herzer und Fritz Löhner-Beda nach einer Vorlage von Victor Léon. Unter dem Namen Das Land des Lächelns wird das Werk Jahre später ein Welterfolg.
- 1960: Die US-amerikanische Schauspielerin Joanne Woodward erhält den allerersten Stern auf dem Hollywood Walk of Fame.
- 1964: Die Beatles haben ihren ersten Auftritt im US-Fernsehen. Mit fünf Liedern (All My Loving, Till There Was You, She Loves You, I Saw Her Standing There und I Want to Hold Your Hand) in der Ed Sullivan Show werden sie einem Millionenpublikum bekannt.
- 1972: Paul und Linda McCartney haben ihren ersten Auftritt mit ihrer Band Wings an der University of Nottingham.

1978: Krieg der Sterne

- 1978: Der Film Krieg der Sterne startet in den deutschen Kinos.
- 1982: Die deutsche Band Trio veröffentlicht die Single Da Da Da ich lieb dich nicht du liebst mich nicht aha aha aha, die sich im Laufe des Jahres zu einem Welthit entwickelt.
- 1995: Der US-amerikanische Science Fiction-Film Star Trek - Treffen der Generationen startet in den deutschen Kinos.

### Gesellschaft

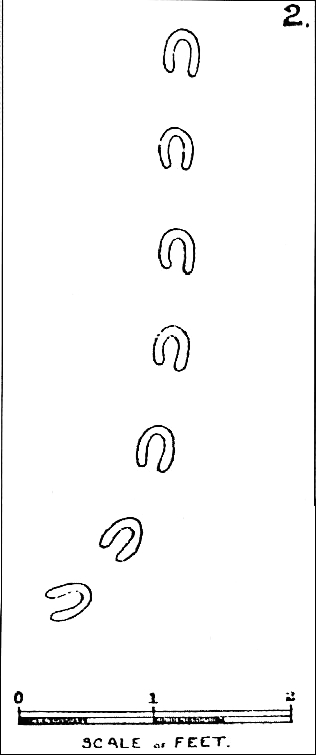
1855: „Fußspuren des Teufels“

- 1855: Am Morgen ängstigen im Süden der englischen Grafschaft Devon mysteriöse Spuren im Schnee die Bevölkerung. Man vermutet „Fußspuren des Teufels“.
- 1956: Erstmals nach dem Zweiten Weltkrieg wird in Wien wieder der Opernball veranstaltet.

### Religion
- 1119: Der am 2. Februar zum Papst gewählte Calixt II. wird im französischen Vienne inthronisiert.

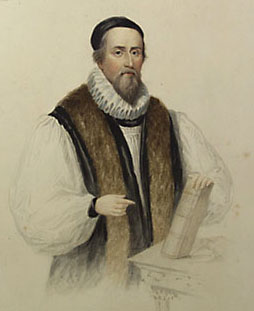
1555: John Hooper

- 1555: John Hooper, der reformierte Bischof von Gloucester, fällt der Rekatholisierung unter Maria I. zum Opfer und stirbt auf dem Scheiterhaufen.
- 1621: Alessandro Ludovisi wird zum Papst gewählt und gibt sich den Namen Gregor XV. Er ist das letzte durch Akklamation gewählte Kirchenoberhaupt.

### Katastrophen
- 1971: Das San Fernando Valley in Kalifornien wird von einem Erdbeben der Stärke 6,6 (Momenten-Magnituden-Skala) erschüttert. Das Epizentrum des Bebens, das 65 Menschenleben fordert und Schäden über eine halbe Milliarde Dollar verursacht, liegt in den San Gabriel Mountains zwischen Sylmar, einem Stadtteil von Los Angeles, und San Fernando.
- 1971: Der Eisenbahnunfall von Aitrang erweist sich als größtes Desaster in der Geschichte der Trans-Europ-Express-Züge. Das Entgleisen des TEE 56 verbunden mit der Kollision eines ihm entgegenkommenden Nahverkehrszuges verursacht 28 Tote und 42 Schwerverletzte.
- 1975: Eine Transall C-160 des Lufttransportgeschwaders 63 fliegt beim Landeanflug auf den Flughafen Chania bei dichtem Schneetreiben wegen eines Navigationsfehlers in einen Berg. Keiner der 42 Insassen – neben der Besatzung sind noch Angehörige eines Flugabwehrraketengeschwaders auf dem Weg zu einer Übung nach Kreta mit an Bord – überlebt das Unglück.

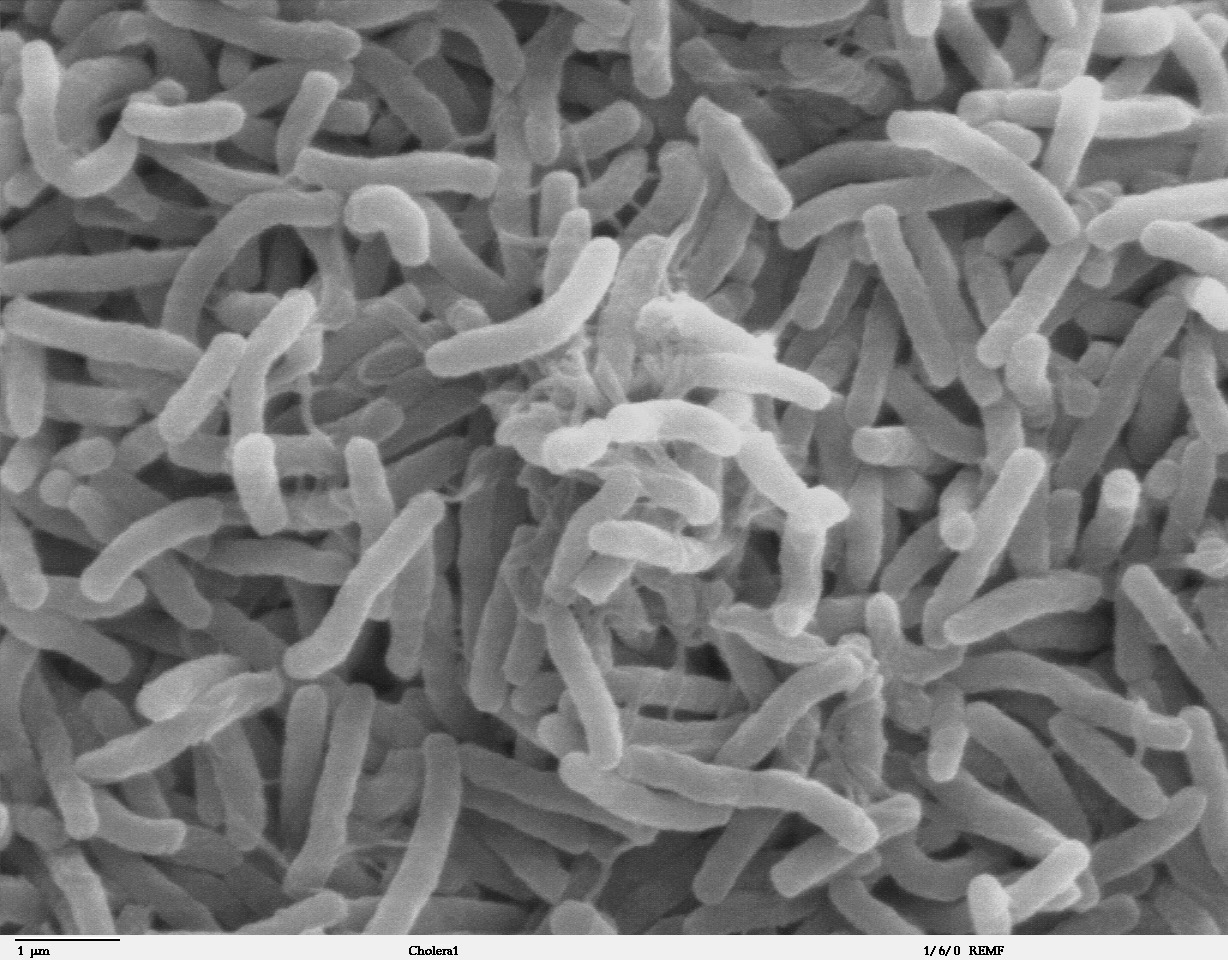
1991: Cholerabakterien

- 1991: Während der bislang letzten größeren Choleraepidemie weltweit ruft die peruanische Regierung den nationalen Notstand aus. Das kann ein Übergreifen der Epidemie auf Ecuador, Kolumbien, Mexiko und Nicaragua jedoch nicht verhindern. Von den rund 400.000 Erkrankten sterben schätzungsweise 12.000.

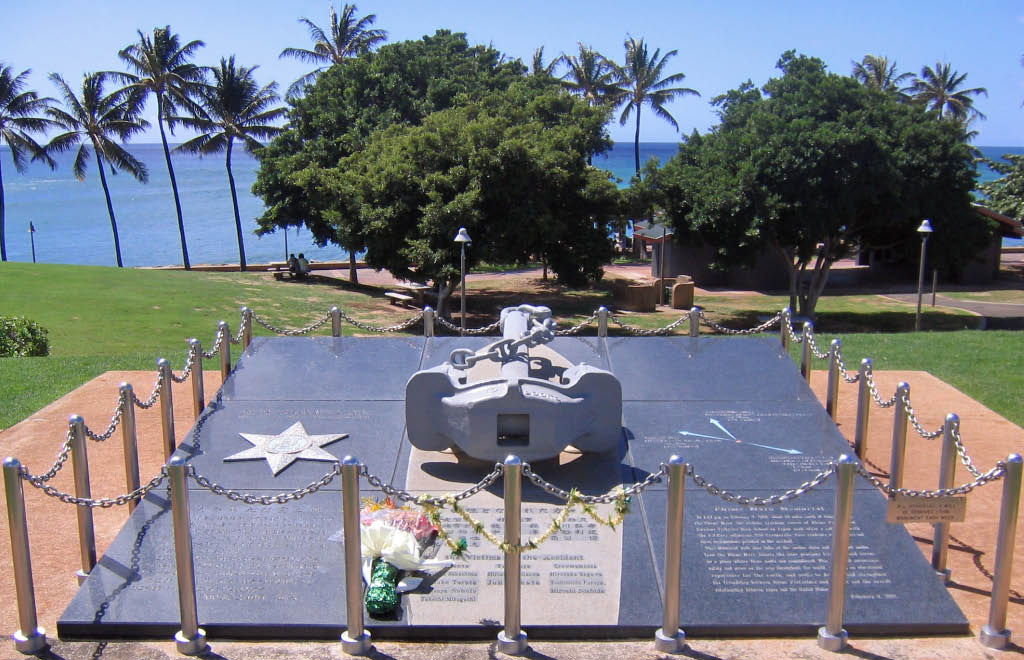
2001: Denkmal für die Ehime Maru

- 2001: Bei einem Notauftauchmanöver in der Nähe von Oʻahu, Hawaii, rammt das US-amerikanische Atom-U-Boot der Los-Angeles-Klasse Greeneville das japanische Fischereischulschiff Ehime Maru, das innerhalb weniger Minuten sinkt. Dabei kommen neun Besatzungsmitglieder ums Leben.
- 2016: Beim Eisenbahnunfall von Bad Aibling kollidieren auf der Mangfalltalbahn bei Bad Aibling zwei Meridian-Züge der Bayerischen Oberlandbahn (BOB) auf eingleisiger Strecke. 11 Menschen kamen ums Leben, und es gab 18 Schwer- und 63 Leichtverletzte.

Kleinere Unglücksfälle sind in den Unterartikeln von Katastrophe und in der Liste von Katastrophen aufgeführt.

### Sport
- 1896: In Sankt Petersburg findet die erste Weltmeisterschaft im Eiskunstlauf statt. Erster Sieger in dem anfangs nur für Herren konzipierten Wettbewerb wird der Deutsche Gilbert Fuchs.

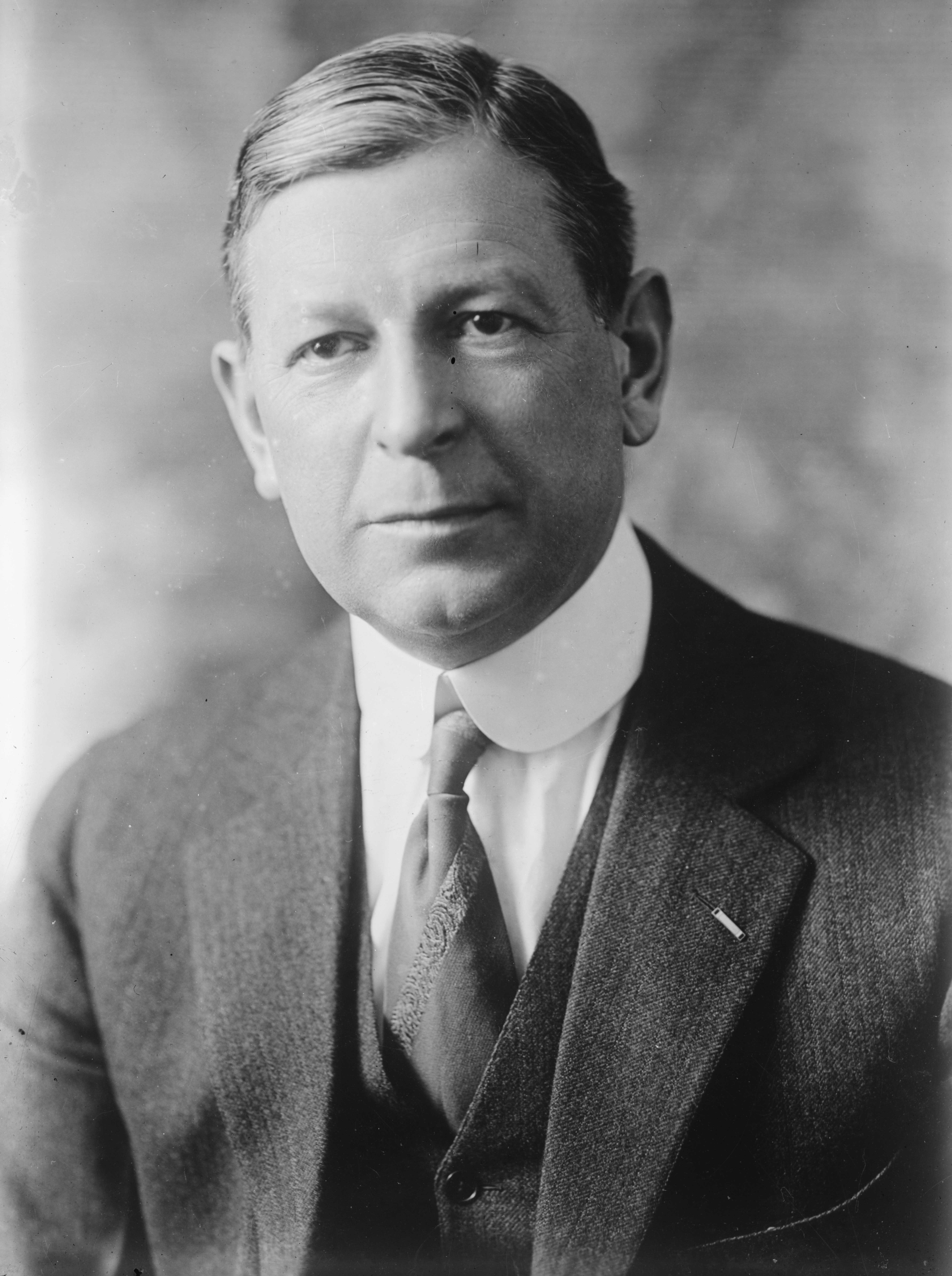
1900: Dwight Davis

- 1900: Der US-amerikanische Tennisspieler Dwight Filley Davis stiftet den nach ihm benannten Tennis-Davis-Cup.

Logo der Winterspiele 1964

- 1901: In Stockholm werden die ersten Nordischen Spiele, die Vorläufer der Olympischen Winterspiele, eröffnet.
- 1939: Der Rennfahrer Rudolf Caracciola stellt auf der Rennstrecke Dessau der A 9 mit 398,234 km/h einen Geschwindigkeitsrekord für 3000-Kubikzentimeter-Wagen auf.
- 1958: Bei den Alpinen Skiweltmeisterschaften in Bad Gastein feiert der Rennläufer Toni Sailer seinen letzten großen Triumph. Nach dem Sieg im Riesenslalom und dem zweiten Platz im Slalom wird er am letzten Tag Weltmeister in der Abfahrt und damit auch in der Kombination.
- 1964: Mit der Schlussfeier enden die IX. Olympischen Winterspiele in Innsbruck. Erfolgreichste Nation ist die Sowjetunion mit 25 Medaillen.
- 2003: Der achte Cricket World Cup beginnt in Südafrika, Kenia und Simbabwe.
- 2012: Der Internationale Sportgerichtshof spricht den früheren deutschen Profi-Radrennfahrer Jan Ullrich wegen Dopings schuldig. Rückwirkend werden ihm der dritte Platz bei der Tour de France 2005 und der Sieg bei der Tour de Suisse 2006 aberkannt.
- 2018: In Pyeongchang werden die XXIII. Olympischen Winterspiele eröffnet.

Einträge von Leichtathletik-Weltrekorden befinden sich unter der jeweiligen Disziplin unter Leichtathletik.

## Geboren

### Vor dem 18. Jahrhundert
- 1269: Ludwig III., Herzog von Niederbayern
- 1320: Katharina von Habsburg, Frau von Enguerrand VI. de Coucy
- 1323: Margarete von Brabant, Gräfin von Flandern
- 1404: Konstantinos XI. Palaiologos, letzter byzantinischer Kaiser
- 1420: Dorothea von Brandenburg, Herzogin zu Mecklenburg
- 1441: Mir ʿAli Schir Nawāʾi, uigurischer Politiker, Bauherr, Dichter, Mystiker
- 1493: Helene von der Pfalz, Herzogin von Mecklenburg
- 1583: Martin Röber, deutscher lutherischer Theologe
- 1586: Georg Wolmar von Fahrensbach, polnischer Gouverneur von Livland und Offizier im Dreißigjährigen Krieg
- 1606: Franz Ico von Frydag, deutscher Offizier und Diplomat
- 1625: Jobst Hermann zur Lippe-Biesterfeld, Graf zur Lippe, Sternberg und Schwalenberg sowie Begründer der Linie zur Lippe-Biesterfeld
- 1645: Johann Aegidius Bach, deutscher Bratschist und Altist
- 1662: Paolo De Matteis, italienischer Maler
- 1681: Antonio Saverio Gentili, italienischer Kurienkardinal
- 1683: Alexander von Dönhoff, preußischer Generalleutnant, Vertrauter von Friedrich Wilhelm I.
- 1685: Francesco Loredan, 116. Doge von Venedig
- 1691: Johann Gottlieb Tamitius, deutscher Orgelbauer
- 1693: Johann Ludwig Konrad Allendorf, deutscher Pädagoge, lutherischer Pfarrer und Dichter von Kirchenliedern
- 1695: Johan Arckenholtz, finnischer Bibliothekar, politischer Pamphletist und Historiker
- 1699: Étienne Jeaurat, französischer Maler und Kupferstecher

### 18. Jahrhundert
- 1717: Johann August von Hellfeld, deutscher Rechtswissenschaftler
- 1731: Gasparo Angiolini, italienischer Tänzer, Choreograf und Theoretiker
- 1731: Johann Uphagen, deutscher Reeder, Kaufmann und bibliophiler Sammler
- 1736: Maria Elisabeth von Sachsen, königliche Prinzessin von Polen und Prinzessin von Sachsen und Sternkreuzordensdame

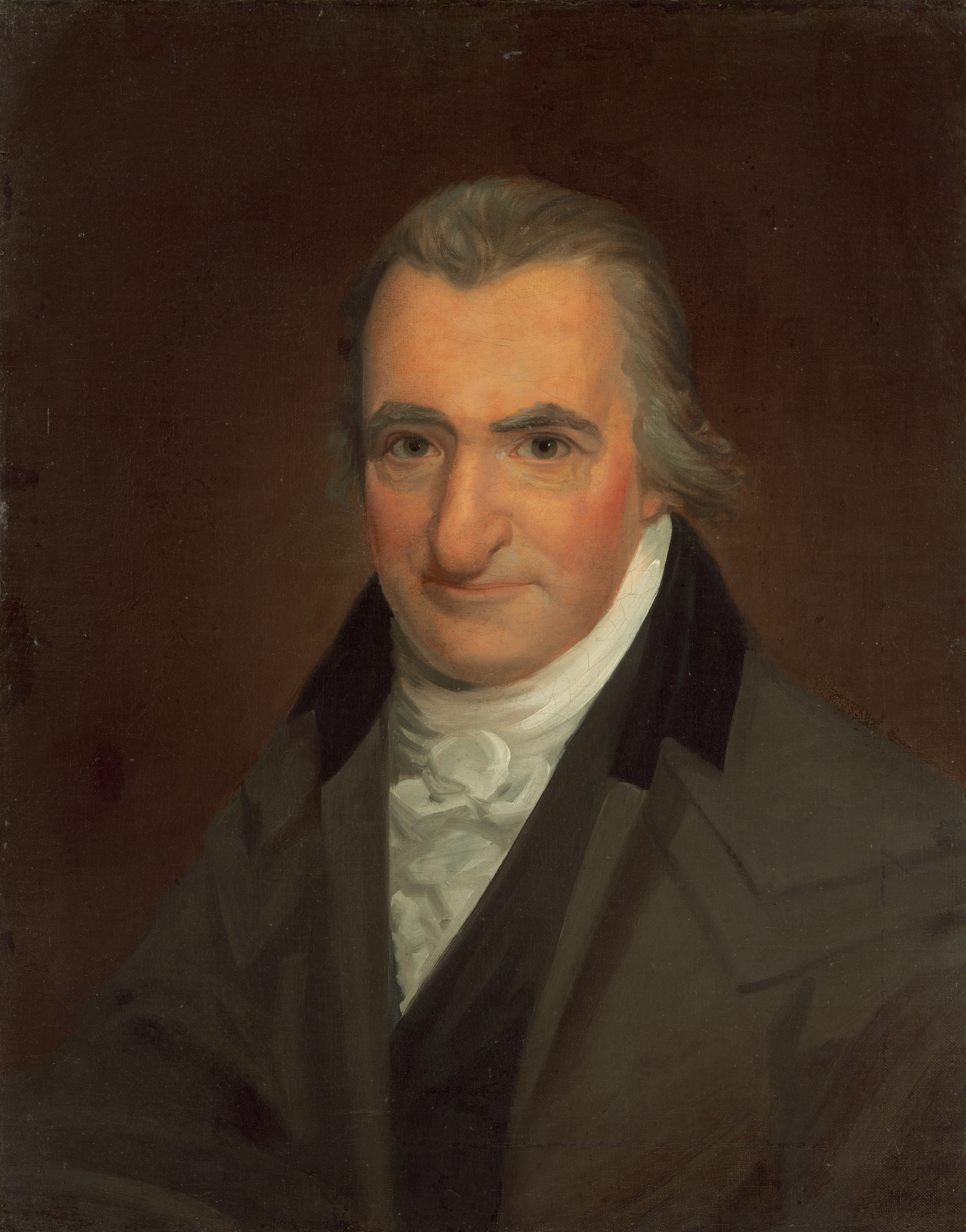
Thomas Paine (* 1737)

- 1737: Thomas Paine, britisch-US-amerikanischer politischer Publizist, einer der Gründerväter der Vereinigten Staaten
- 1741: Ferdinand Franz Maria Bouget, Oberst im nassauischen Kürassierregiment
- 1748: Luther Martin, einer der Gründerväter der USA
- 1750: Friedrich Traugott Wettengel, böhmischer lutherischer Theologe
- 1756: Karel Blažej Kopřiva, tschechischer Komponist
- 1763: Ludwig I., Großherzog von Baden
- 1766: John Roane, US-amerikanischer Politiker
- 1769: George W. Campbell, US-amerikanischer Politiker, Finanzminister
- 1769: Susette Gontard, Geliebte von Friedrich Hölderlin
- 1770: Samuel Bell, US-amerikanischer Politiker
- 1773: William Henry Harrison, US-amerikanischer General und Politiker, Staatspräsident
- 1775: Farkas Bolyai, ungarischer Mathematiker
- 1776: Pjotr Iwanowitsch Rikord, russischer Admiral
- 1777: Louise Brachmann, deutsche Schriftstellerin
- 1779: Mademoiselle Mars, französische Schauspielerin
- 1781: Johann Baptist von Spix, deutscher Naturwissenschaftler
- 1783: Gottlieb Ernst Heinrich von Goszicki, preußischer Generalmajor
- 1783: Wassili Andrejewitsch Schukowski, russischer Dichter und Übersetzer
- 1784: Ferdinand Kämmerer, deutscher Rechtsgelehrter
- 1789: Franz Xaver Gabelsberger, deutscher Erfinder der Stenografie
- 1795: Moritz von Prittwitz, preußischer General und Festungsbaudirektor
- 1796: Karl Neuhaus, Schweizer Politiker

### 19. Jahrhundert

#### 1801–1850

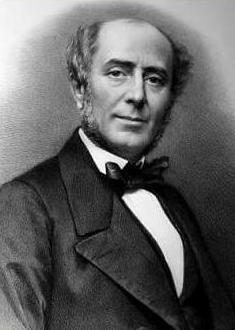
Étienne Arago (* 1802)

- 1802: Étienne Arago, französischer Schriftsteller
- 1802: Josef František Hunke, böhmischer Komponist
- 1811: Pankratius von Dinkel, Bischof von Augsburg
- 1815: Raffaele Cadorna der Ältere, italienischer General
- 1815: Federico de Madrazo y Kuntz, spanischer Maler
- 1816: Maximilian von Bothmer, bayerischer Generalleutnant, Generalquartiermeister der Armee und Reichsrat

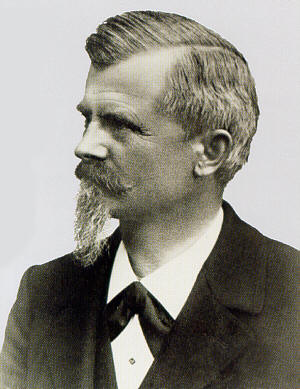
Wilhelm Maybach (* 1846)

- 1817: Eugenio Lucas Velázquez, spanischer Maler
- 1818: Christian Reithmann, Uhrmacher und Erfinder
- 1832: Adele Spitzeder (auch Adele Vio), deutsche Schauspielerin und Betrügerin
- 1834: Felix Dahn, deutscher Jurist, Schriftsteller, Historiker
- 1834: Gustav Ritter von Meyer, Justizrat und Ehrenbürger von Bayreuth
- 1834: Kamehameha IV., König von Hawaii
- 1836: Peter Heinrich Brincker, deutscher Missionar in Deutsch-Südwestafrika
- 1838: Evelyn Henry Wood, britischer Feldmarschall
- 1839: Silas Adams, US-amerikanischer Politiker, Mitglied des US-Repräsentantenhauses
- 1840: Gottfried Kalmring, deutscher Landwirt, Bürgermeister und Reichstagsabgeordneter
- 1843: Nathan Goff, US-amerikanischer Jurist und Politiker, Marineminister, Kongressabgeordneter
- 1845: Ludwig Forrer, Schweizer Politiker
- 1846: Leopold von Bayern, deutscher Generalfeldmarschall
- 1846: Wilhelm Maybach, deutscher Autokonstrukteur und Unternehmer
- 1849: Giovanni Passannante, italienischer Anarchist

#### 1851–1900
- 1853: Gustav Aufschläger, deutscher Sprengstoffchemiker und Unternehmensführer
- 1853: Leander Jameson, südafrikanischer Premierminister
- 1859: Yoshifuru Akiyama, japanischer General
- 1859: Robert Hope-Jones, britisch-US-amerikanischer Erfinder im Orgelbau
- 1860: Jacobus Marinus Janse, niederländischer Biologe
- 1861: Hans Bartsch von Sigsfeld, deutscher Luftfahrtpionier
- 1863: Leopoldine Augustin, österreichische Theaterschauspielerin und Sängerin
- 1863: Anthony Hope, britischer Rechtsanwalt und Schriftsteller
- 1863: Ernst Kreidolf, Schweizer Grafiker und Illustrator von Kinderbüchern
- 1864ː Frida Wilhelmina Amsler-Rauschenbach, Schweizer Aktivistin und Frauenrechtlerin
- 1865: Wilson Bentley, US-amerikanischer Farmer, Fotograf und Schneeforscher

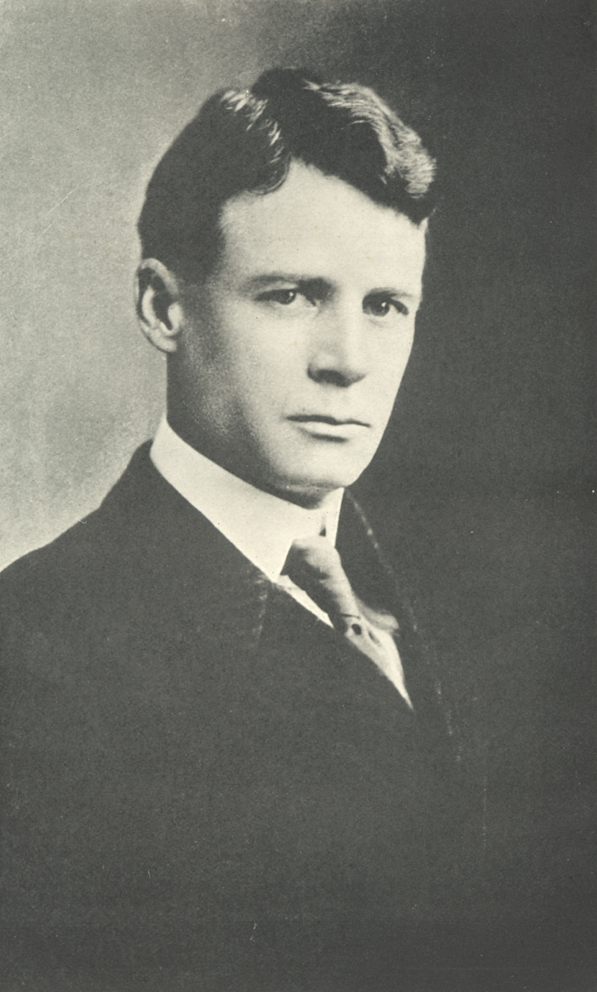
Howard Taylor Ricketts (* 1871)

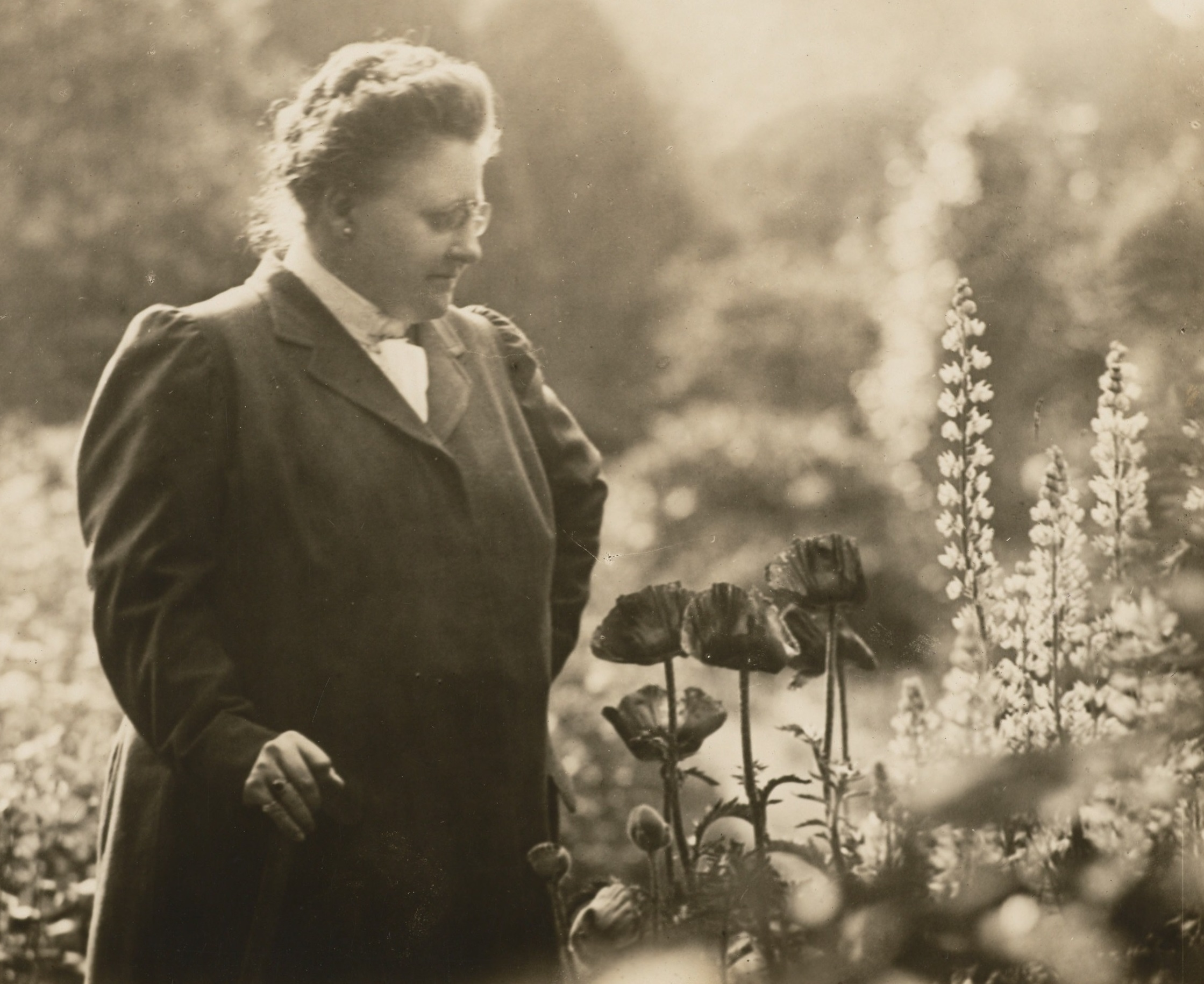
Amy Lowell (* 1874)

- 1865: Erich von Drygalski, deutscher Polarforscher
- 1865: Friedrich Schrader, deutscher Vizeadmiral
- 1866: George Ade, US-amerikanischer Schriftsteller
- 1866: Alexandre-François-Louis Cailler, Schweizer Unternehmer der Schokoladenindustrie
- 1866: Claire Heliot, deutsche Tierbändigerin und Dompteurin
- 1866: Eduard Thöny, österreichischer Zeichner und Karikaturist (Simplicissimus)
- 1867: Edward W. Naylor, englischer Organist, Komponist und Musikpädagoge
- 1867: Natsume Sōseki, japanischer Schriftsteller
- 1868: Paul Reusch, deutscher Industrieller der Montanindustrie und des Maschinenbaus (Gutehoffnungshütte)
- 1870: Paul Max Eugen Adloff, deutscher Zahnmediziner und Anthropologe
- 1870: Arthur Illies, deutscher Maler und Grafiker
- 1870: Jacobus Adrianus Cornelis van Leeuwen, niederländischer reformierter Theologe
- 1871: Fran Saleški Finžgar, slowenischer römisch-katholischer Priester und Schriftsteller
- 1871: Howard Taylor Ricketts, US-amerikanischer Pathologe
- 1872: Edith Maryon, englische Bildhauerin
- 1872: Karl Prinz, österreichischer Altphilologe
- 1874: Amy Lowell, US-amerikanische Dichterin, Pulitzer-Preisträgerin
- 1874: Wsewolod Emiljewitsch Meyerhold, russischer Regisseur und Schauspieler
- 1875: Paul von Eltz-Rübenach, deutscher Ingenieur und Politiker, Reichsverkehrsminister
- 1876ː Soja Dmitrijewna Bucharowa, russische bzw. sowjetische Dichterin, Übersetzerin und Literaturkritikerin
- 1877: Hermann Föttinger, deutscher Elektroingenieur und Erfinder
- 1879: Natanael Berg, schwedischer Komponist
- 1880: Leopold Fejér, ungarischer Mathematiker
- 1882: Arthur Duray, französisch-US-amerikanischer Automobilrennfahrer
- 1883: Fritz August Breuhaus de Groot, deutscher Architekt und Gestalter
- 1883: Fritz Windgassen, deutscher Sänger (Tenor)
- 1884: Robert Dirry, österreichischer Ringer und Boxer
- 1885: Alban Berg, österreichischer Komponist
- 1885: Anita Rée, deutsche Malerin
- 1886: Max Behrens, deutscher Gewerkschaftsführer und Politiker, Senator von Altona, MdL
- 1886: Ivo Hauptmann, deutscher Maler
- 1886: Wilhelm Vocke, deutscher Finanzfachmann und Bankier
- 1887: Wassili Iwanowitsch Tschapajew, Kommandeur der Roten Armee im Russischen Bürgerkrieg
- 1888: Cas Ruffelse, niederländischer Fußballspieler
- 1890: Hanns Hopp, deutscher Architekt

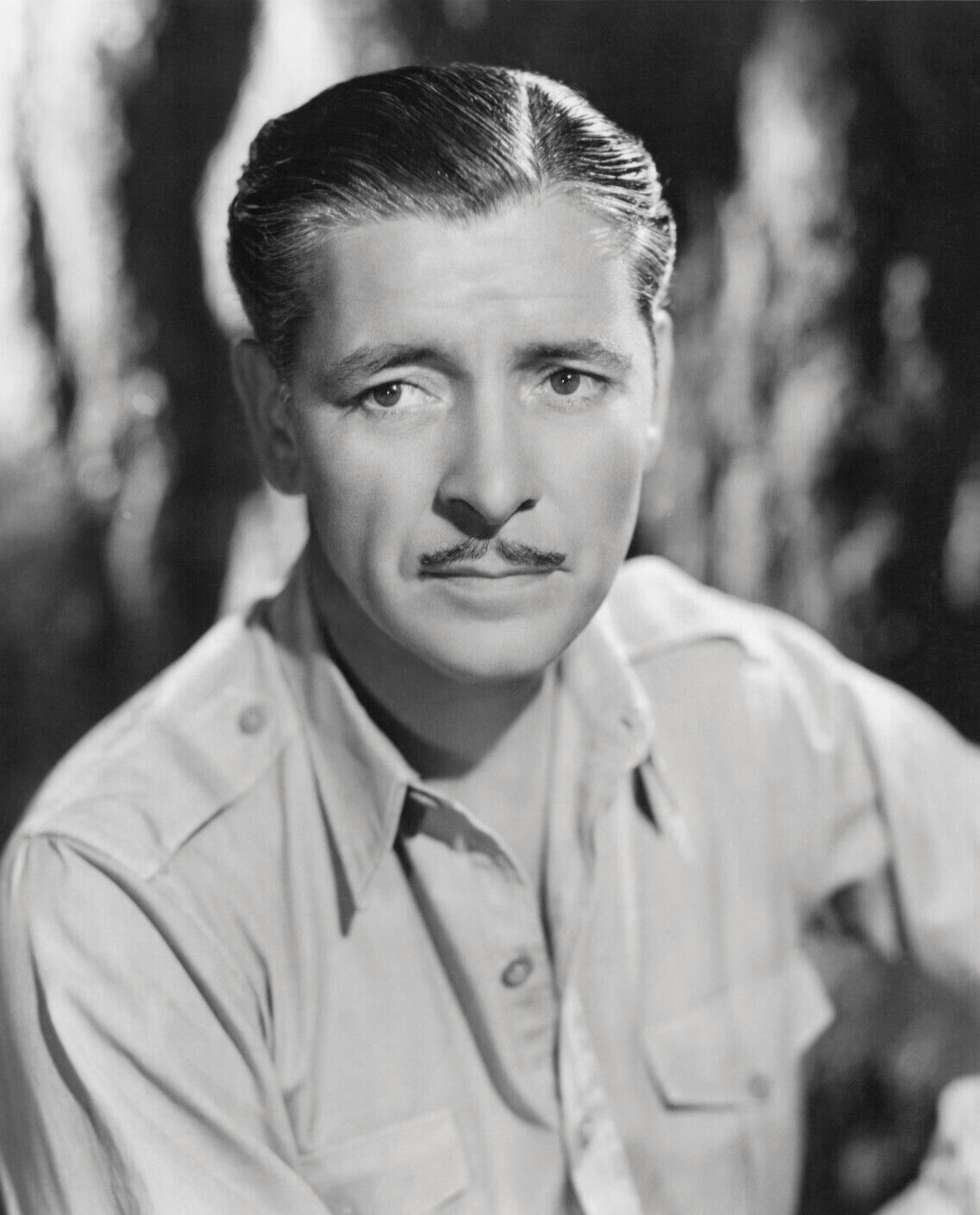
Ronald Colman (* 1891)

- 1891: Ronald Colman, britischer Schauspieler
- 1891: Pietro Nenni, italienischer Politiker
- 1892: Joseph Braunstein, österreichischer Musiker, Schriftsteller und Bergsteiger
- 1892: Richard Freudenberg, deutscher Unternehmer und Politiker
- 1892: Aristodemo Santamaria, italienischer Fußballspieler
- 1893: Johann Wolfgang Amschler, deutscher Biologe
- 1893: Giorgos Athanasiadis-Novas, griechischer Schriftsteller und Politiker, Ministerpräsident
- 1893: Robert Geritzmann, deutscher Politiker, MdB, Oberbürgermeister
- 1893: Philippine Schick, deutsche Komponistin und Hochschuldozentin
- 1894: Peter Georg Cohrs, deutscher Politiker, MdL

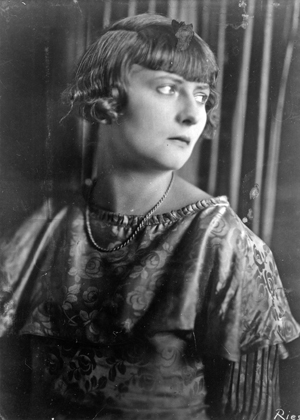
Rahel Sanzara (* 1894)

- 1894: Rahel Sanzara, deutsche Tänzerin, Schauspielerin und Schriftstellerin
- 1895: Fjodor Alexandrowitsch Ozep, russischer Filmregisseur und Drehbuchautor
- 1895: Hermann Brill, deutscher Politiker und Widerstandskämpfer, MdB, Ministerpräsident
- 1895: Max Valier, österreichisch-italienischer Schriftsteller, Astronom und Raketenbau-Pionier
- 1895: Dutch Sternaman, US-amerikanischer American-Football-Spieler und -funktionär
- 1896: John Schehr,  deutscher Politiker, Widerstandskämpfer gegen den Nationalsozialismus
- 1896: Alberto Vargas, peruanischer Pin-Up Zeichner
- 1897: Hans Breitensträter, deutscher Schwergewichtsboxer
- 1898: Wilhelm Ahrens, deutscher Uhrmacher, Redakteur und Politiker, Widerstandskämpfer gegen den Nationalsozialismus, Amtsvorsteher
- 1898: Franz Gurk, deutscher Politiker, MdL, Landtagspräsident
- 1898: Yagi Jūkichi, japanischer Schriftsteller

### 20. Jahrhundert

#### 1901–1925
- 1901: Hans Schmitt-Rost, deutscher Autor und Verwaltungsbeamter

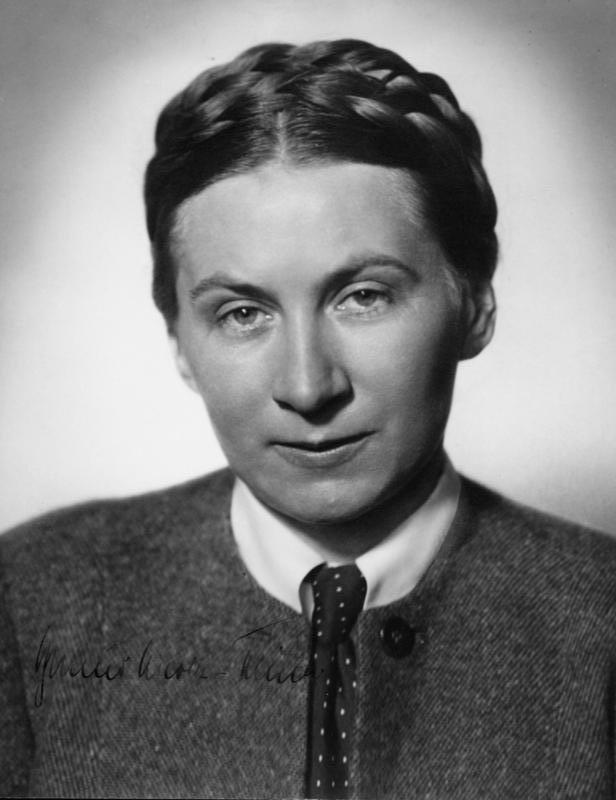
Gertrud Scholtz-Klink (* 1902)

- 1902: Gertrud Scholtz-Klink, Reichsfrauenführerin im Dritten Reich
- 1902: Léon M’ba, gabunischer Staatspräsident
- 1902: Romeo Sisti, italienischer Ruderer
- 1903: Georg Trexler, deutscher Kirchenmusiker, Musikpädagoge und Komponist
- 1904: Harold J. Arthur, US-amerikanischer Politiker
- 1905: David Cecil, 6. Marquess of Exeter (Lord Burghley), britischer Leichtathlet, Olympiasieger und Präsident der IAAF
- 1905: Oda Schottmüller, deutsche Tänzerin, Bildhauerin und Widerstandskämpferin
- 1906: André Kostolany, US-amerikanischer Finanzexperte, Journalist und Schriftsteller
- 1906: Walter Henkels, deutscher Journalist und Schriftsteller
- 1906: Gerhard Maasz, deutscher Komponist und Dirigent
- 1907: Dit Clapper, kanadischer Eishockeyspieler
- 1907: Harold Scott MacDonald Coxeter, britisch-kanadischer Mathematiker
- 1909: Fergus Anderson, britischer Motorradrennfahrer
- 1909: Heather Angel, britische Schauspielerin
- 1909: Gaudencio Antonino, philippinischer Unternehmer, Wirtschaftsmanager und Politiker
- 1909: Harald Genzmer, deutscher Komponist
- 1909: Carmen Miranda, portugiesische Sängerin und Schauspielerin
- 1909: Dean Rusk, US-amerikanischer Außenminister
- 1910: István Arató, ungarischer Komponist
- 1910: Elbert N. Carvel, US-amerikanischer Politiker
- 1910: Jacques Monod, französischer Biochemiker
- 1910: Anna Sokolow, US-amerikanische Tänzerin und Choreographin
- 1910: Irene Wosikowski, deutsche Widerstandskämpferin und Opfer des Nationalsozialismus
- 1912: Ginette Leclerc, französische Schauspielerin

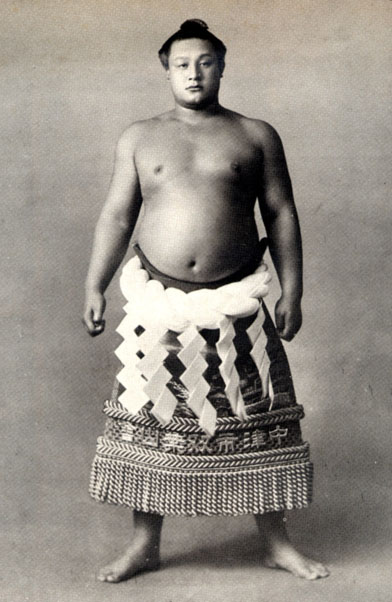
Futabayama Sadaji (* 1912)

- 1912: Futabayama Sadaji, japanischer Sumōringer, 35. Yokozuna
- 1913: Günter Herlitz, deutscher Unternehmer
- 1913: Astrid Krebsbach, deutsche Tischtennisspielerin
- 1914: Ernest Tubb, US-amerikanischer Sänger
- 1914: Margrit Rainer, Schweizer Schauspielerin
- 1915: Boris Fjodorowitsch Andrejew, sowjetischer Filmschauspieler
- 1918: Adolf Adam, österreichischer Informatiker, Statistiker und Professor
- 1919: Hans A. Krässig, deutscher Chemiker
- 1919: Alfred Zemanovský, slowakischer Komponist, Chorleiter und Musikverleger
- 1920: Ēriks Koņeckis, lettischer Eishockeyspieler
- 1921: Eusebio Castigliano, italienischer Fußballspieler
- 1921: Wilhelm Dörr, deutscher SS-Unteroffizier, stv. KZ-Lagerkommandant und Kriegsverbrecher
- 1921: Joseph Fontanet, französischer Politiker
- 1921: Georg Gaidzik, deutscher Volkspolizist, getötet beim Aufstand des 17. Juni 1953
- 1921: Constance Keene, US-amerikanische Pianistin und Musikpädagogin
- 1922: Kathryn Grayson, US-amerikanische Schauspielerin und Sängerin
- 1922: Arnold Keyserling, deutscher Philosoph und Religionswissenschaftler
- 1922: Gisela Schertling, deutsche Katechistin und Teil des Freundeskreises der Widerstandsgruppe Weiße Rose
- 1923: Brendan Behan, irischer Schriftsteller, Journalist und IRA-Aktivist
- 1923: Heinz Drache, deutscher Schauspieler
- 1924: Anton Heyboer, niederländischer Maler
- 1924: Woody Woodbury, US-amerikanischer Komiker, Schauspieler, Fernsehpersönlichkeit und Talkshow-Host
- 1925ː Hildegard Bergner, deutsche Modedesignerin, Illustratorin und Modegrafikerin
- 1925: Alois Gschwind, Schweizer Dirigent und Musikpädagoge
- 1925: Burkhard Heim, deutscher Physiker

#### 1926–1950
- 1926: Max Appis, deutscher Fußballspieler
- 1926: Carl Theodor Hütterott, deutscher Komponist und Schulmusiker
- 1927: Rolf Berndt, deutscher Philologe, Anglist und Hochschullehrer
- 1927: Rainer Maria Gerhardt, deutscher Schriftsteller, Verleger und Übersetzer
- 1927: David Wheeler, britischer Computerpionier
- 1928: Rolf Apreck, deutscher Kammer- und Opernsänger
- 1928: Frank Frazetta, US-amerikanischer Illustrator
- 1928: Rinus Michels, niederländischer Fußballtrainer
- 1929: James Mulcro Drew, US-amerikanischer Komponist und Musikpädagoge
- 1929: Howard Kanovitz, US-amerikanischer Maler
- 1929: Taiji Kase, japanischer Karate-Großmeister
- 1929: Willem Kersters, belgischer Komponist und Professor
- 1929: Ursula Lingen, deutsche Schauspielerin
- 1929: Walther Ludwig, deutscher Altphilologe
- 1930: Emil Petrovics ungarischer Komponist
- 1931: Thomas Bernhard, österreichischer Schriftsteller
- 1931: Imanuel Geiss, deutscher Historiker
- 1931: Philipp Harnoncourt, katholische Theologe und Priester
- 1931: Josef Masopust, tschechoslowakischer Fußballspieler
- 1931: Robert Morris, US-amerikanischer Künstler
- 1932: Herbert Deutsch, US-amerikanischer Komponist

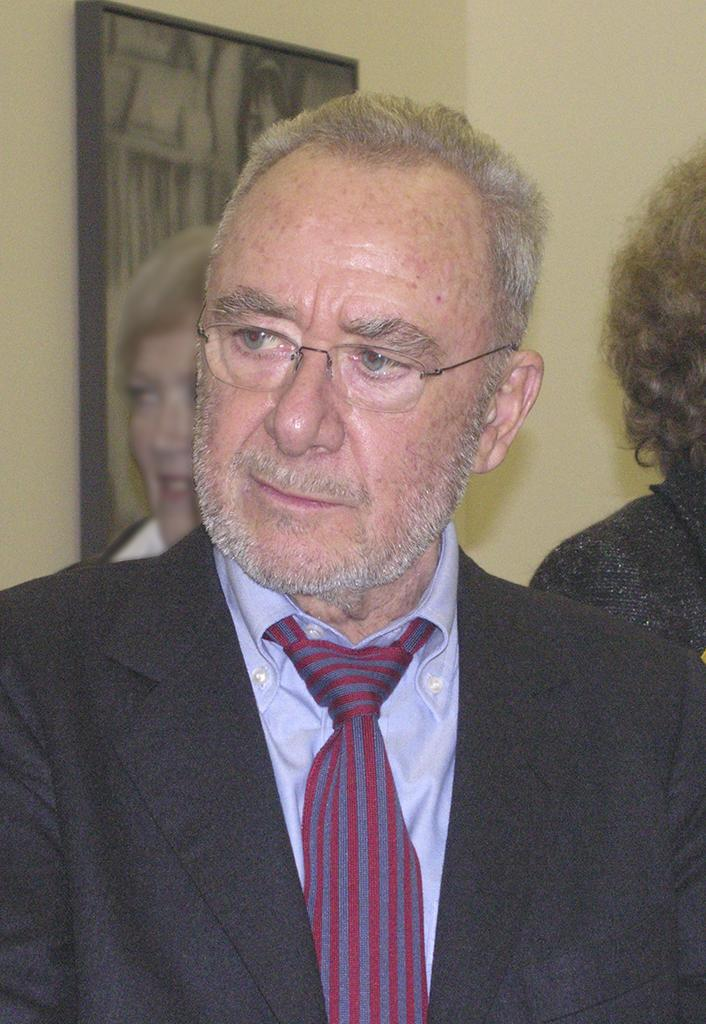
Gerhard Richter (* 1932)

- 1932: Gerhard Richter, deutscher Maler, Bildhauer, Grafiker und Fotograf
- 1933: Uta Merzbach, US-amerikanische Mathematikhistorikerin
- 1934: Anne Dessau, deutsche Schauspielerin und Autorin
- 1934: Manfred von Richthofen, deutscher Sportler, Unternehmer und Sportfunktionär
- 1935: Manfred Fitze, deutscher Ruderer
- 1935: Peter Krüger, deutscher Brigadegeneral der Luftwaffe der Bundeswehr
- 1936: Robert Bartholomew, US-amerikanischer Gewichtheber
- 1936: Max Pommer, deutscher Chor- und Orchesterdirigent und Musikwissenschaftler
- 1936: Georg Sterzinsky, deutscher Kardinal und Erzbischof von Berlin
- 1937: Hildegard Behrens, deutsche Sängerin
- 1937: Fritz Ewert, deutscher Fußballspieler
- 1937: Tony Maggs, südafrikanischer Formel-1-Rennfahrer
- 1938: Karl Hoffmann, deutscher Brigadegeneral
- 1938: Raul José Quimpo Martirez, philippinischer Geistlicher
- 1939: Rick Abao, US-amerikanischer Jazzmusiker, Komponist und Entertainer
- 1939: Dieter Hägermann, deutscher Historiker
- 1939: Péter Kovács, ungarischer Kunsthistoriker
- 1939: Reiner Pfeiffer, deutscher Journalist
- 1939: Janet Suzman, südafrikanische Schauspielerin
- 1939: Primo Zamparini, italienischer Boxer
- 1940: Brian Bennett, britischer Musiker
- 1940: Hubert Burda, deutscher Kunsthistoriker und Verleger

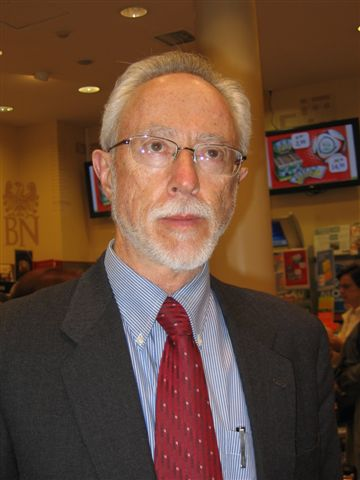
J. M. Coetzee (* 1940)

- 1940: J. M. Coetzee, südafrikanischer Schriftsteller und Nobelpreisträger
- 1941: Irmlind Berg, deutsche Kommunal- und Landespolitikerin, MdL
- 1941: Norbert Heugel, deutscher Fußballspieler
- 1942: Marianna Hill, US-amerikanische Schauspielerin
- 1942: Carole King, US-amerikanische Musikerin und Songschreiberin, Sängerin und Pianistin
- 1942: Miloš Štědroň, tschechischer Komponist und Musikwissenschaftler
- 1943: Dieter Dierks, deutscher Tonstudiobetreiber und Musikproduzent
- 1943: Joe Pesci, US-amerikanischer Schauspieler
- 1943: Klaus Sommer, deutscher Schlagersänger
- 1943: Joseph E. Stiglitz, US-amerikanischer Ökonom
- 1944: Bernd Albani, deutscher Pfarrer, Vertreter der kirchlichen Friedens- und Umweltbewegung der DDR
- 1944: Alice Walker, US-amerikanische Schriftstellerin
- 1945: Mia Farrow, US-amerikanische Schauspielerin
- 1945: Yoshinori Ōsumi, japanischer Zellbiologe
- 1946: Joseph Prathan Sridanusil, thailändischer Ordenspriester und Bischof von Surat Thani
- 1946: Stephen Thega, kenianischer Boxer
- 1947: Reinhard Adler, deutscher Fußballspieler
- 1947: Carla Del Ponte, Schweizer Juristin und Bundesanwältin, Chefanklägerin des Internationalen Strafgerichtshofes und Botschafterin
- 1947: Joe Ely, US-amerikanischer Country-Sänger
- 1947: Major Harris, US-amerikanischer Soul-Sänger

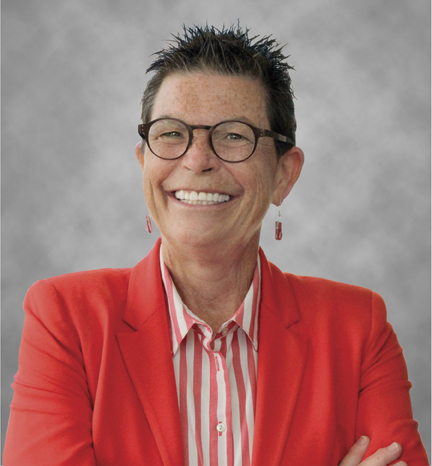
Susan Love (* 1948)

- 1948: Susan Love, US-amerikanische Medizinerin, Expertin für Frauenmedizin
- 1948: Véronique Müller, Schweizer Liedermacherin
- 1949: Marcia Garbey, kubanische Leichtathletin
- 1949: Konrad Elmer-Herzig, deutscher Pfarrer und Politiker, MdB
- 1949: Judith Light, US-amerikanische Schauspielerin
- 1950: Shizuka Ijūin, japanischer Schriftsteller

#### 1951–1975
- 1951: Mitsuru Adachi, japanischer Manga-Zeichner
- 1951: Nika Brettschneider, österreichische Schauspielerin, Regisseurin, Theaterleiterin, Schauspieldozentin
- 1951: Penny Peyser, US-amerikanische Schauspielerin, Produzentin und Regisseurin
- 1951: Swetlana Schönfeld, deutsche Schauspielerin
- 1951: Michael Zittel, deutscher Schauspieler
- 1952: Tony Attwood, britischer Psychologe
- 1952: Zhang Jilong, chinesischer Fußballfunktionär
- 1953: Vito Antuofermo, italienischer Boxer
- 1953: Michèle Rivasi, französische Politikerin
- 1954: Karin Düwel, deutsche Schauspielerin
- 1954: Bertram Hilgen, deutscher Jurist und Kommunalpolitiker

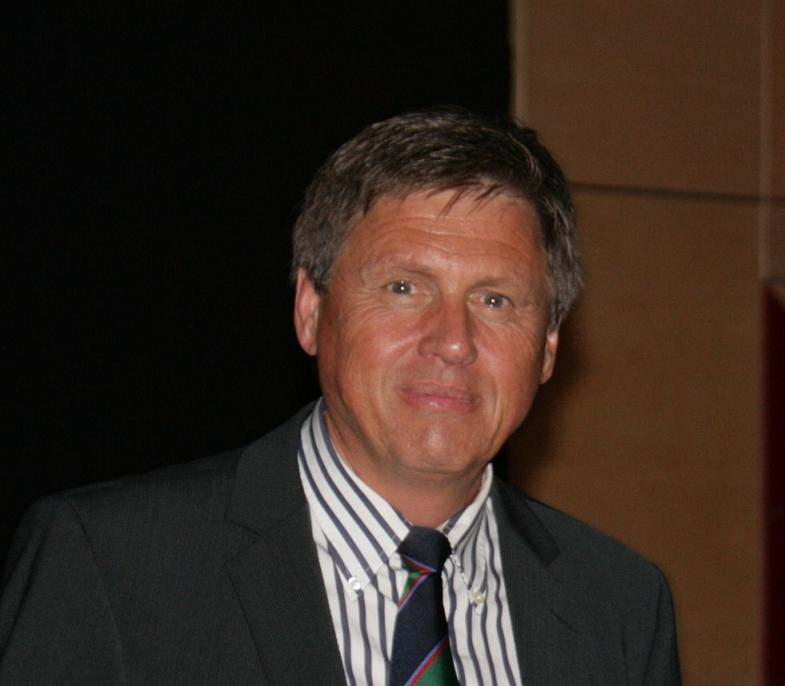
Ulrich Walter (* 1954)

- 1954: Ulrich Walter, deutscher Physiker und Astronaut
- 1955: Hansjörg Betschart, Schweizer Schriftsteller und Regisseur
- 1955: Wolfgang Jerat, deutscher Fußballtrainer
- 1955: Charles Shaughnessy, britischer Schauspieler
- 1956: Uta Fölster, deutsche Juristin, Richterin und Gerichtspräsidentin
- 1956: Alina Reyes, französische Schriftstellerin
- 1956: Bejoy Nicephorus D’Cruze, bangladeschischer Ordensgeistlicher, Erzbischof von Dhaka
- 1957: Astrid Baumann, deutsche Juristin
- 1957: Sabine Sielke, deutsche Kulturwissenschaftlerin
- 1957: Jaco Van Dormael, belgischer Regisseur und Autor
- 1958: Totju Andonow, bulgarischer Ringer
- 1958: Sandy Lyle, britischer Golfspieler
- 1958: Bill Evans, US-amerikanischer Saxophonist
- 1958: Jürgen Kuttner, deutscher Radiomoderator
- 1959: Ali-Ben Bongo Ondimba, gabunischer Politiker
- 1959: Kevin Buckler, US-amerikanischer Autorennfahrer, Rennstallbesitzer und Winzer
- 1960: Sabine M. Gruber, österreichische Schriftstellerin und Musikpublizistin
- 1960: Holly Johnson, britischer Sänger
- 1960: Ivar Olsen, norwegischer Nordischer Kombinierer
- 1961: Akira Sasō, japanischer Mangaka
- 1962: Jörg Eberle, Schweizer Eishockeyspieler
- 1962: Csaba Kesjár, ungarischer Automobilrennfahrer
- 1962: Zoë Lund, US-amerikanische Schauspielerin und Drehbuchautorin († 1999)
- 1963: Brian Greene, US-amerikanischer Physiker
- 1963: Lolo Ferrari, französische Schauspielerin und Sängerin
- 1963: Travis Tritt, US-amerikanischer Country-Sänger und Songwriter
- 1964: Michael Arenz, deutscher Bogenschütze
- 1965: Dieter Baumann, deutscher Leichtathlet, Olympiasieger
- 1965: Christian Schenk, deutscher Leichtathlet, Olympiasieger
- 1966: Harald Eia, norwegischer Soziologe und Journalist
- 1966: Heiner Garg, deutscher Politiker, MdL, Landesminister

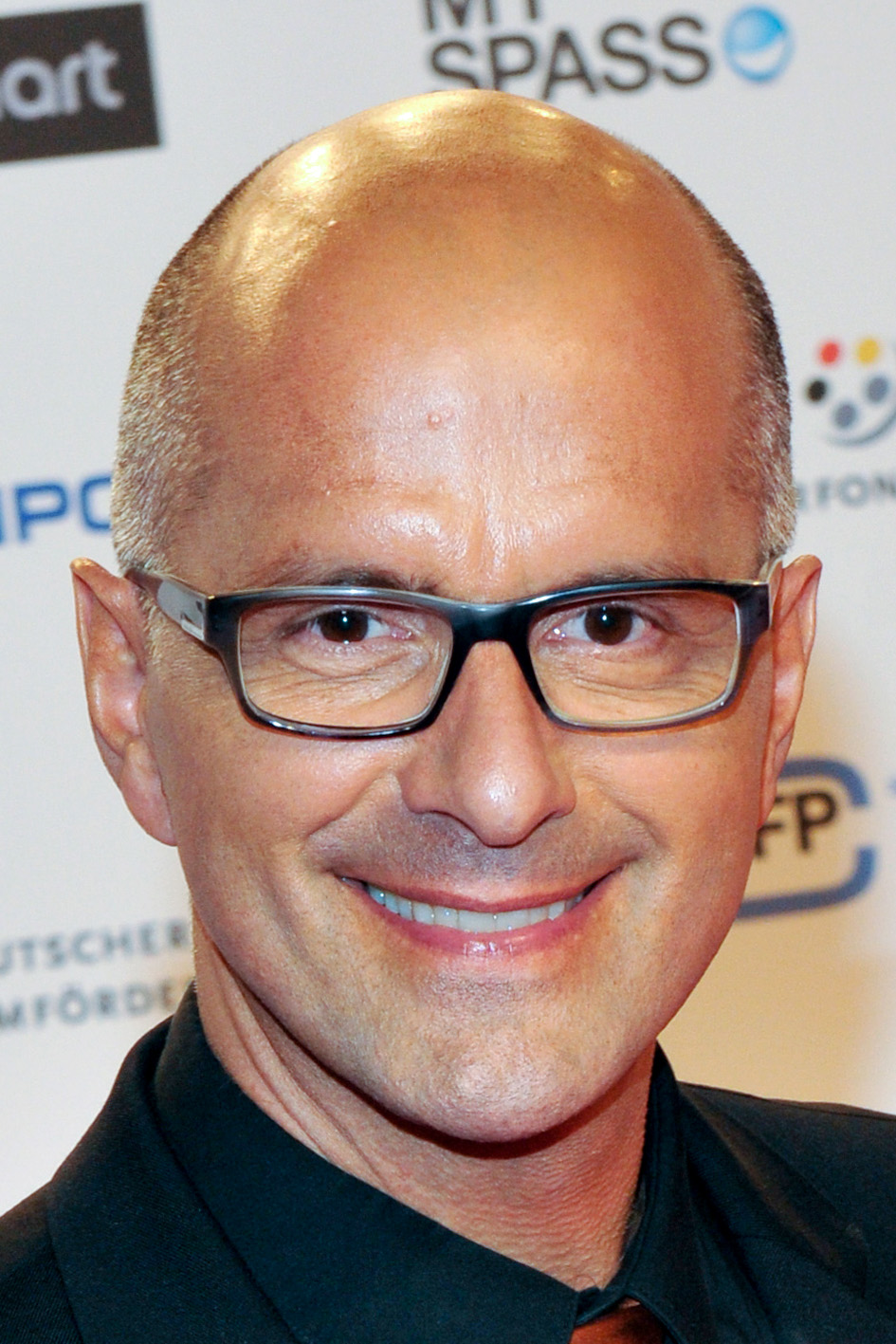
Christoph Maria Herbst (* 1966)

- 1966: Christoph Maria Herbst, deutscher Schauspieler und Komödiant
- 1966: Satoshi Urushihara, japanischer Mangaka
- 1966: Ellen van Langen, niederländische Leichtathletin
- 1967: Edson Cordeiro, brasilianischer Sänger
- 1968: Kateřina Brožová, tschechische Schauspielerin
- 1968: Alejandra Guzmán, mexikanische Rocksängerin
- 1968: Barbara Jungfer, deutsche Jazzgitaristin
- 1968: Bob Hanning, deutscher Handballtrainer
- 1968: Michael Menzel, deutscher Handballspieler und -trainer
- 1968: Jens Pieper, deutscher Bogenschütze
- 1968: Hisham Zreiq, palästinensisch-israelischer Filmemacher
- 1969: Thomas Brandl, deutscher Eishockeyspieler
- 1969: Andreas Huber, deutscher Poolbillardtrainer

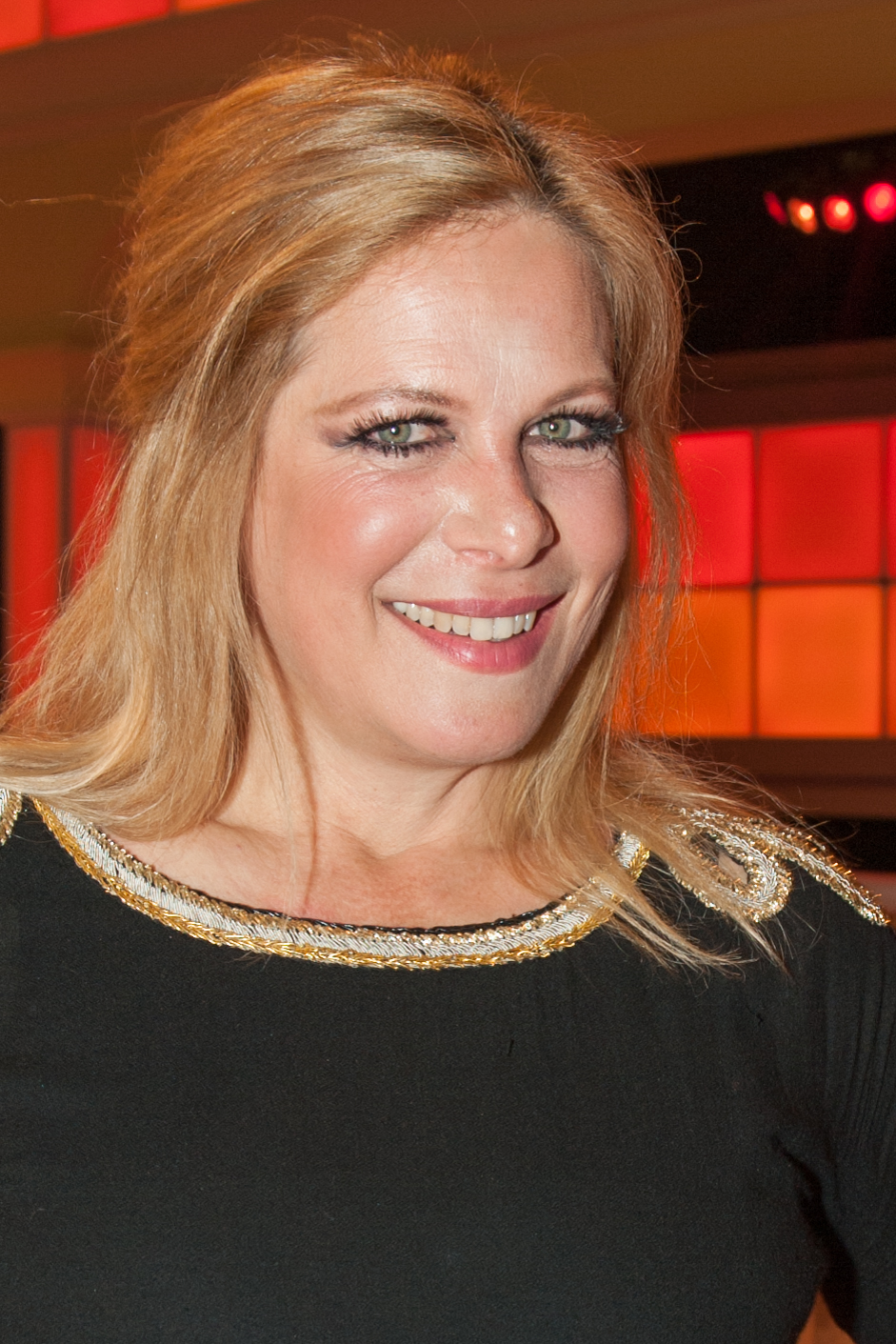
Natalia Ushakova (* 1969)

- 1969: Natalia Ushakova, russische Sopranistin
- 1970: Olaf Amblank, deutscher Hochschulgründer und Unternehmer
- 1970: Cihat Arslan, türkischer Fußballspieler und -trainer
- 1970: Glenn McGrath, australischer Cricketspieler
- 1971: Rachael Beck, australische Schauspielerin und Sängerin
- 1971: Dirk Beuchler, deutscher Handballspieler und -trainer
- 1971: Zenka Dianowa, bulgarische Pianistin
- 1971: Hans Knauß, österreichischer Skirennläufer
- 1971: Géza Pálffy, ungarischer Historiker
- 1971: Diana Pop, rumänisch-ungarische Basketballspielerin
- 1971: Anne de Wolff, deutsche Musikerin
- 1972: Chris Pohl, deutscher Musiker
- 1972: Crispin Freeman, US-amerikanischer Synchronsprecher
- 1974: Amber Valletta, US-amerikanisches Model und Filmschauspielerin
- 1975: Kurt Asle Arvesen, norwegischer Radrennfahrer
- 1975: Liane Forestieri, deutsche Schauspielerin
- 1975: Andreas Neuendorf, deutscher Fußballspieler
- 1975: Pavel Smutný, tschechischer Komponist

#### 1976–2000
- 1976: Ionela Târlea, rumänische Hürdenläuferin, Olympiamedaillengewinnerin
- 1977: Ledina Çelo, albanische Sängerin und Model
- 1977: Björn Weikl, deutscher Fußballspieler
- 1977: Christian Kritzer, deutscher Fußballspieler
- 1978: Jan von Arx, schweizerischer Eishockeyspieler
- 1978: A. J. Buckley, US-amerikanischer Filmschauspieler
- 1978: Gro Marit Istad-Kristiansen, norwegische Biathletin
- 1979: Marco Caneira, portugiesischer Fußballspieler
- 1979: Ana Đokić, montenegrinische Handballspielerin
- 1979: David Gray, britischer Snookerspieler

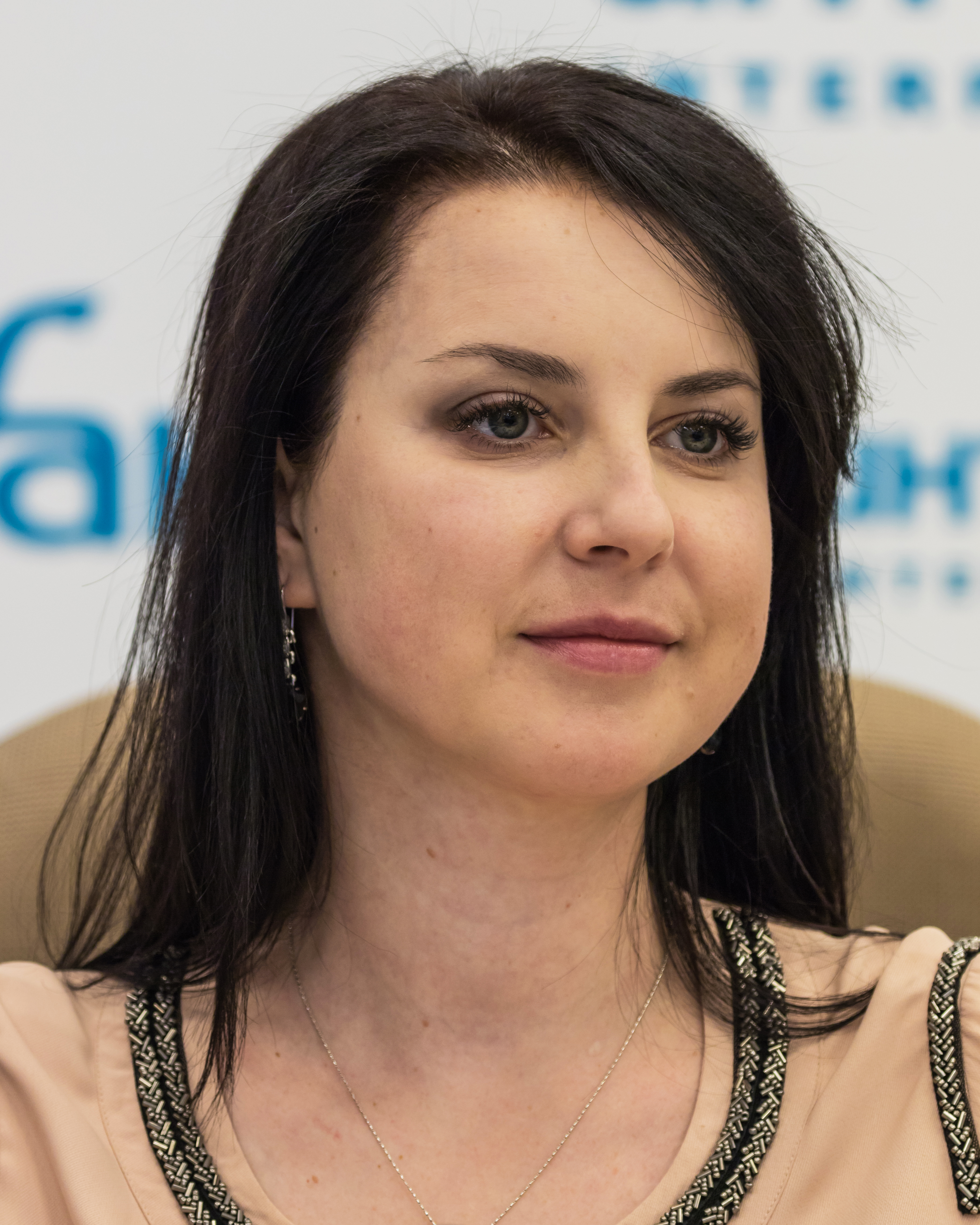
Irina Sluzkaja (* 1979)

- 1979: Irina Eduardowna Sluzkaja, russische Eiskunstläuferin
- 1979: Zhang Ziyi, chinesische Filmschauspielerin
- 1980: Angelos Charisteas, griechischer Fußballspieler
- 1980: Shelly Martínez, mexikanisch-amerikanisches Model und Wrestlerin

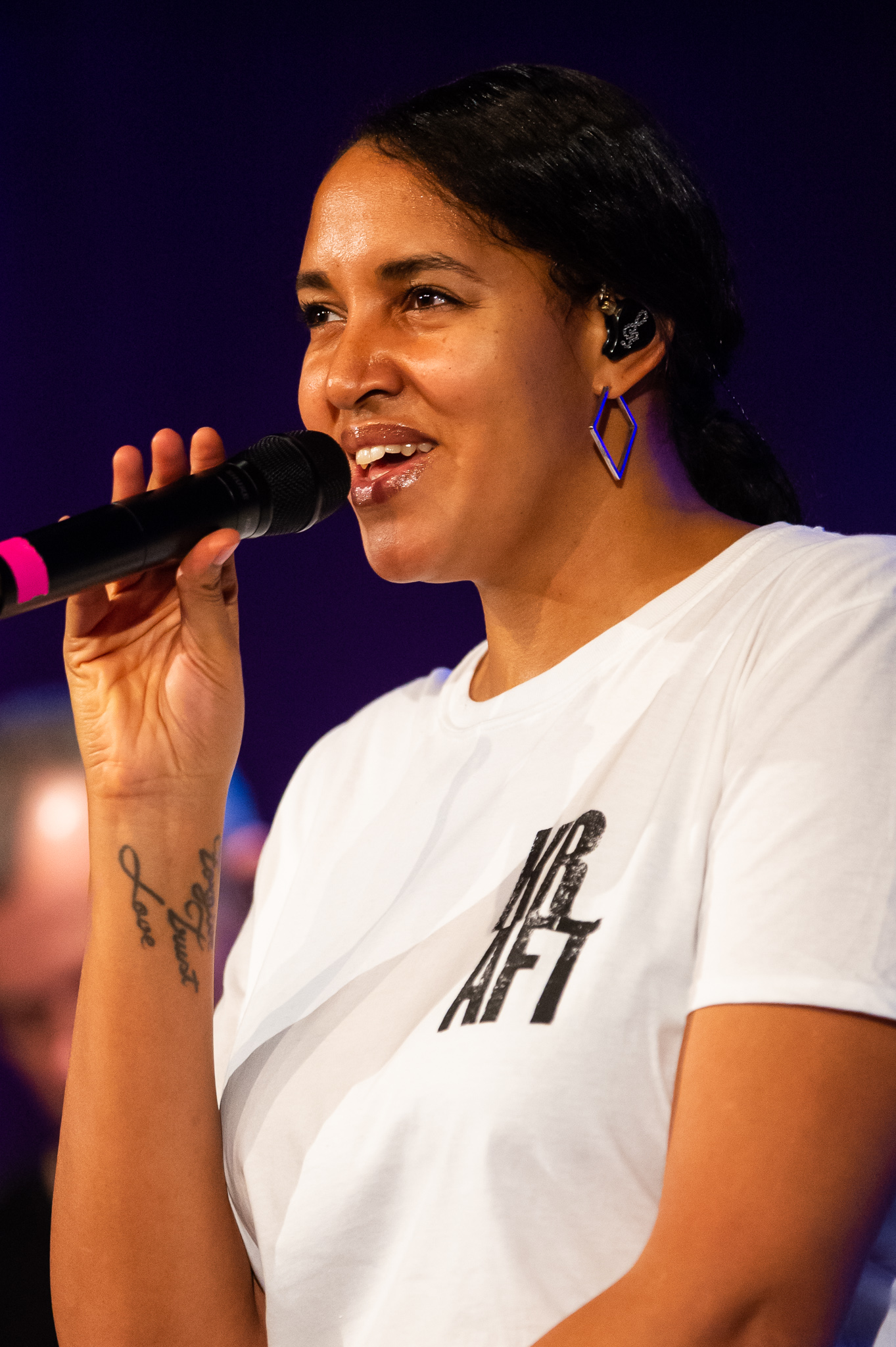
Cassandra Steen (* 1980)

- 1980: Cassandra Steen, deutsche Pop-, Soul- und R&B-Sängerin
- 1981: Tom Hiddleston, britischer Schauspieler
- 1982: Christine Kaltenbach, deutsche Fußballspielerin
- 1982: Konrad Wilczynski, österreichischer Handballspieler
- 1983: Figub Brazlevič, deutscher Hip-Hop-Produzent
- 1983: Kim Hyun-ki, südkoreanischer Skispringer
- 1983: Dimitar Rangelow, bulgarischer Fußballspieler
- 1983: Martin Stoll, deutscher Fußballspieler
- 1984: Maurice Darnell Ager, US-amerikanischer Basketballspieler
- 1984: Drago Papa, kroatischer Fußballspieler
- 1984: Timo Staffeldt, deutscher Fußballspieler
- 1985: David Gallagher, US-amerikanischer Schauspieler
- 1985: Leandro Damián Marcelo Grimi, argentinischer Fußballspieler
- 1985: Behrang Safari, schwedischer Fußballspieler
- 1986: Kamran Ağayev, aserbaidschanischer Fußballspieler
- 1986: Stina Lykke Petersen, dänische Fußballspielerin
- 1987: Davide Lanzafame, italienischer Fußballspieler
- 1987: Rose Leslie, schottische Schauspielerin

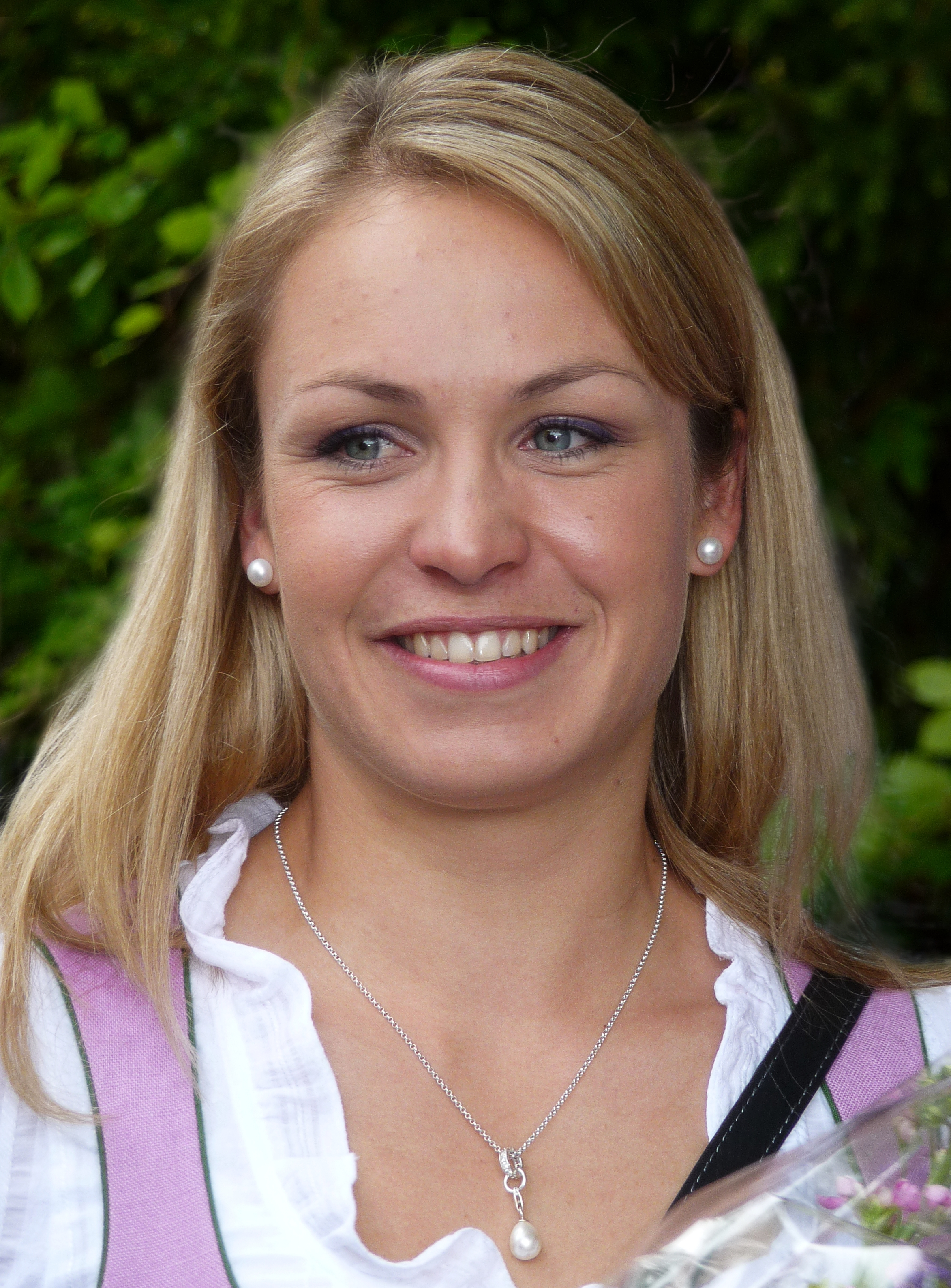
Magdalena Neuner (* 1987)

- 1987: Magdalena Neuner, deutsche Biathletin, Olympiasiegerin
- 1987: Kristof Van Hout, belgischer Fußballtorwart
- 1987: Michael Wiemann, deutscher Fußballspieler
- 1988: Jan-Marco Behr, deutscher Handballspieler
- 1989: Pablo Aguilar Bermúdez, spanischer Basketballspieler
- 1989: Deniz Aslan, niederländisch-türkischer Fußballspieler
- 1989: Gia Farrell, US-amerikanische Sängerin
- 1989: Annie Au Wing-chi, chinesische Squashspielerin
- 1990: Fjodor Michailowitsch Smolow, russischer Fußballspieler
- 1990: Patrick Ziegler, deutscher Fußballspieler
- 1991: Almuth Schult, deutsche Fußballspielerin
- 1991: Marco Stiepermann, deutscher Fußballspieler
- 1992: GermanLetsPlay, deutscher Webvideoproduzent
- 1992: Avan Jogia, kanadischer Schauspieler
- 1995: Sheraldo Becker, niederländischer Fußballspieler
- 1995: Mario Pašalić, kroatischer Fußballspieler
- 1996: Jimmy Bennett, US-amerikanischer Schauspieler
- 1996: Chungha, südkoreanische Sängerin
- 1997: Ruben Katoatau, kiribatischer Gewichtheber
- 1998: Irene Lardschneider, italienische Biathletin
- 1999: Per Christian Münstermann, deutscher Radrennfahrer

### 21. Jahrhundert

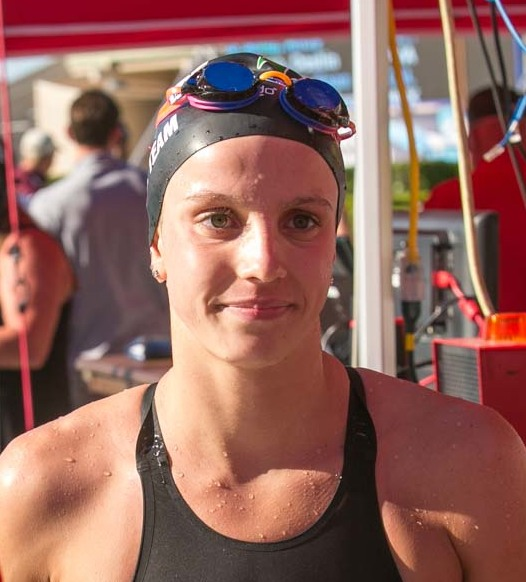
Regan Smith (* 2002)

- 2002: Regan Smith, US-amerikanische Schwimmerin
- 2004: Antoni Kowalski, polnischer Snookerspieler
- 2004: Mehis Udam, estnischer Biathlet
- 2006: Xari Wimbauer, deutscher Schauspieler
- 2008: Jekaterina Bryttschenko, russische Billardspielerin
- 2010: Chloe Covell, australische Skateboarderin

## Gestorben

### Vor dem 16. Jahrhundert
- 0693: Ansbert von Rouen, Bischof von Rouen und Kanzler des westfränkischen Reiches
- 0782: Johannes II., Bischof von Konstanz
- 0967: Saif ad-Daula, Emir von Aleppo
- 1011: Bernhard I., Herzog in Sachsen
- 1123: Otto der Reiche, Graf von Ballenstedt, Graf von Anhalt und Herzog von Sachsen
- 1138: Kiya Buzurg-Umid, Oberhaupt der Nizari-Ismailiten
- 1144: Lambert von Neuwerk, Heiliger
- 1185: Dietrich von Landsberg und Eilenburg, Markgraf
- 1199: Minamoto no Yoritomo, 1. Shogun Japans
- 1212: Bernhard III., Herzog von Sachsen
- 1235: Nikolaos von Otranto, griechischer Klostervorsteher und Schriftsteller
- 1251: Matthäus II., Herzog von Lothringen
- 1256: Alice de Lusignan, französisch-englische Adelige
- 1264: Albert von Stade, Bremer Domherr und Geschichtsschreiber, Prior bzw. Abt des Klosters Sankt Marien in Stade
- 1271: Beatrix von Andechs-Meranien, Gräfin von Orlamünde
- 1322: Philipp III., Herr von Falkenstein
- 1372: Uilleam, 5. Earl of Ross, schottischer Adeliger
- 1407: Wilhelm I., Markgraf von Meißen

### 16. bis 18. Jahrhundert
- 1503: Johann II. von Baden, Markgraf von Baden und Erzbischof von Trier
- 1508: Konrad IV. von Rietberg, Bischof von Osnabrück und Münster
- 1512: Bernardino Fernández de Velasco y Mendoza, spanischer Militärführer und Politiker
- 1514: Uriel von Gemmingen, Kurfürst und Erzbischof von Mainz und Reichserzkanzler
- 1555: Christian Egenolff, deutscher Buchdrucker und Verleger
- 1555: John Hooper, englischer reformierter Theologe und Reformator
- 1559: Melchior Trost, deutscher Steinmetz, Brückenherr und Baumeister
- 1575: Karl Friedrich von Jülich-Kleve-Berg, Erbprinz der Herzogtümer Jülich, Kleve und Berg
- 1588: Alvaro de Bazán, spanischer Flottenkommandant

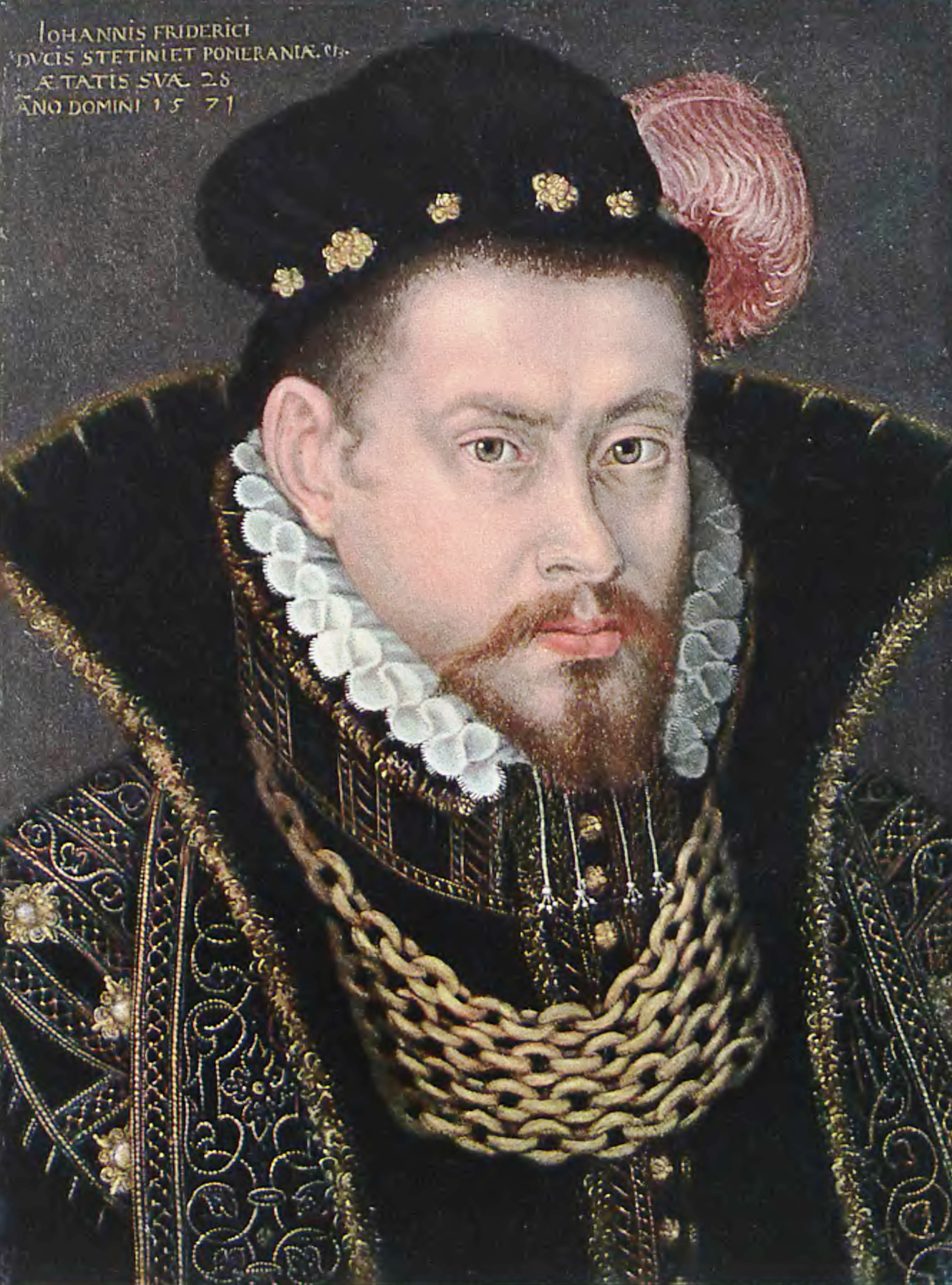
Johann Friedrich († 1600)

- 1600: Johann Friedrich, Herzog von Pommern
- 1612: Vincenzo I. Gonzaga, Herzog von Mantua und Montferrat
- 1619: Lucilio Vanini, italienischer Philosoph
- 1633: Catherine Henriette de Balzac d’Entragues, französische Adlige und Mätresse
- 1645: Mutio Vitelleschi, italienischer Ordensgeneral
- 1662: Michael Walther der Ältere, deutscher lutherischer Theologe
- 1670: Friedrich III., König von Dänemark und Norwegen
- 1675: Gerard Dou, niederländischer Maler des Barock
- 1690: Johann Ludwig, Graf von Nassau-Ottweiler
- 1702: Johann Baptist Fischer, Grazer Bildhauer
- 1704: Charles Boyle, 3. Earl of Cork, englischer Adliger und Politiker
- 1709: Johann Christoph Boecklin, deutscher Kupferstecher
- 1740: Vincent Lübeck, Komponist des Barock
- 1749: Anselm Franz von Ingelheim, Fürstbischof von Würzburg
- 1751: Henri François d’Aguesseau, französischer Politiker
- 1753: Carl Hårleman, schwedischer Architekt und Politiker
- 1756: Jacob Carl Stauder, österreichischer Maler
- 1759: Louise Henriette de Bourbon-Conti, Herzogin von Chartres und Herzogin von Orléans
- 1772: Mang Anton Stapf, süddeutscher Rokokobildhauer
- 1777: Seth Pomeroy, britisch-amerikanischer Waffenschmied und General
- 1782: Giuseppe Luigi Assemani, Priester, Orientalist und Liturgiker
- 1783: Heinrich Josef von Auersperg, Fürst von Auersperg und Herzog von Münsterberg
- 1795: John Penn, letzter britischer Kolonialgouverneur von Pennsylvania
- 1798: Friedrich Ernst Constantin von Arnold, deutscher Landrat und Gutsbesitzer
- 1799: Giovanni Archinto, italienischer Jurist, Priester und Kardinal
- 1799: Johann Baptist Babel, deutscher, in der Schweiz tätiger Bildhauer

### 19. Jahrhundert
- 1801: Friedrich Konrad Hornemann, deutscher Afrikaforscher in britischen Diensten
- 1807: Joseph-Benoît Suvée, flämischer Maler
- 1810: Richard Chandler, britischer Archäologe
- 1812: Franz Anton Hoffmeister, deutscher Komponist
- 1814: Bonaventura von Rauch, preußischer Generalmajor
- 1817: Franz Ernst Christoph Leuckart, deutscher Musikverleger, Kunst- und Musikalienhändler
- 1817: Franz Wilhelm Tausch, deutscher Klarinettenvirtuose und Komponist
- 1817: Franz Thoma, deutscher Orgelbauer

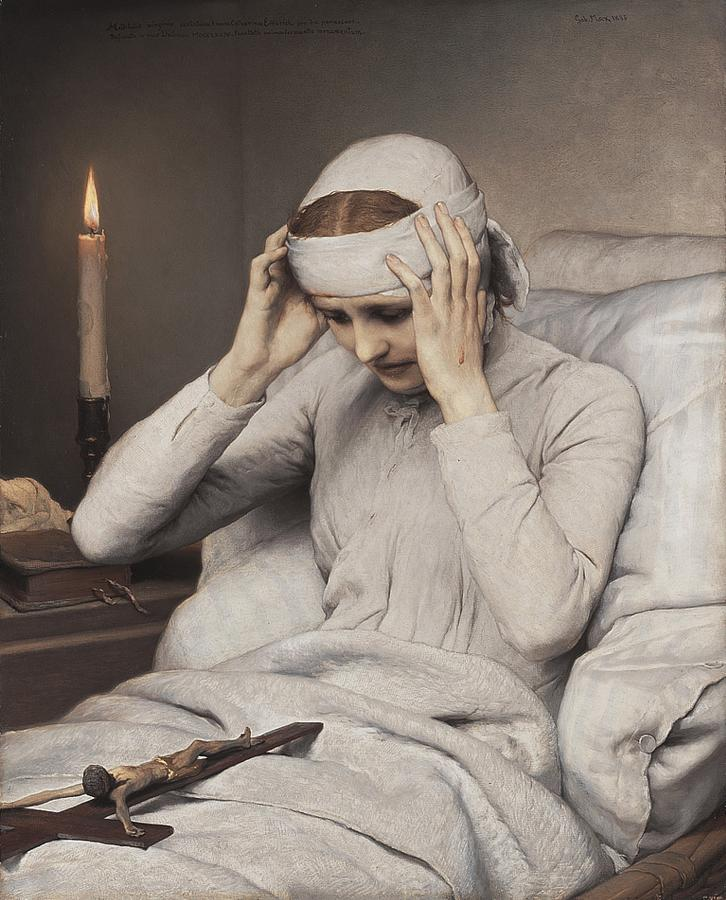
Anna Katharina Emmerich († 1824)

- 1824: Anna Katharina Emmerick, deutsche Ordensschwester und Mystikerin
- 1831: Ernst Heinrich von Schimmelmann, deutscher Minister
- 1832: Franz Boos, deutscher Gärtner
- 1841: Chrystian Piotr Aigner, polnischer Architekt
- 1842: Johann Diederich Gries, deutscher Übersetzer
- 1844: Thomas Reynolds, Gouverneur von Missouri
- 1847: Peter Dillon, irisch-britischer Handelskapitän, Entdecker und Schriftsteller
- 1858: Georg Wigand, deutscher Verleger und Buchhändler
- 1859: Karl Cäsar Antz, deutscher Arzt und Botaniker
- 1861: Karl Otto Ludwig von Arnim, deutscher Schriftsteller
- 1861: Francis Danby, irischer Landschaftsmaler
- 1866: Rehuel Lobatto, niederländischer Mathematiker
- 1874: Jules Michelet, französischer Historiker
- 1875: Cecil De Vere, britischer Schachmeister
- 1878: Adolf Theodor Hermann Fritzsche, deutscher Altphilologe
- 1881: Fjodor Michailowitsch Dostojewski, russischer Schriftsteller (Schuld und Sühne / Verbrechen und Strafe, Der Idiot, Die Brüder Karamasov)
- 1885: Johan Cesar Godeffroy, deutscher Kaufmann
- 1886: Winfield Scott Hancock, US-amerikanischer General und Politiker
- 1888: Benjamin Eggleston, US-amerikanischer Politiker
- 1891: Otto Beneke, Hamburger Archivar und Schriftsteller
- 1891: Johan Barthold Jongkind, niederländischer Maler

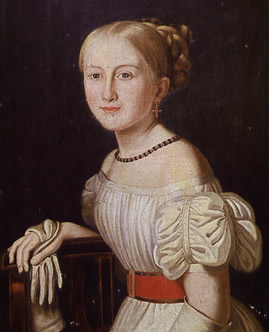
Emilie von Binzer († 1891)

- 1891ː Emilie von Binzer, deutschsprachige Schriftstellerin
- 1891: Franz Anton Vaßen, deutscher Geistlicher
- 1892: Gonville Bromhead, britischer Offizier
- 1894: Maxime Du Camp, französischer Schriftsteller

### 20. Jahrhundert

#### 1901–1950
- 1901: Serhij Hruschewskyj, ukrainischer Slawist und Pädagoge

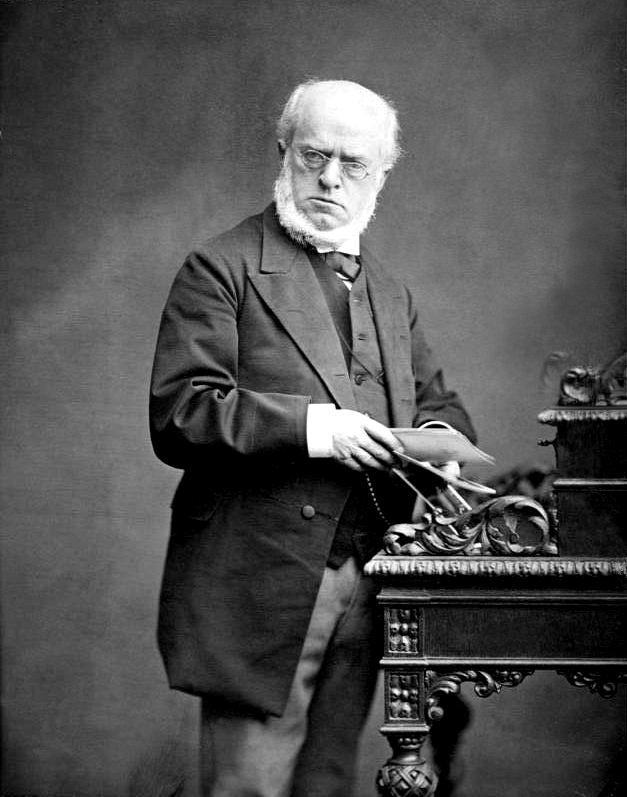
Adolph Menzel († 1905)

- 1905: Adolph von Menzel, deutscher Maler, Zeichner und Illustrator des Realismus
- 1905: Barbara Sicharter, österreichische Ordensgründerin
- 1911: Bernhard Ludwig Suphan, deutscher Literaturwissenschaftler
- 1914: Niklaus Gerber, Schweizer Chemiker und Erfinder
- 1916: Hynek Vojáček, tschechischer Komponist, Pädagoge und Publizist
- 1917: Károly Kardinal Hornig, ungarischer Geistlicher, Erzbischof von Veszprém
- 1918: Eugen Kutschera, tschechisch-schweizerischer Komponist, Dirigent, Lehrer und Musikdirektor
- 1919: Ludwig Geiger, deutsch-jüdischer Literatur- und Kunsthistoriker, Vertreter des Reformjudentums
- 1922: Auguste Glardon, Schweizer evangelischer Geistlicher
- 1923: Otto Wilhelm Aulie, norwegischer Fußballspieler
- 1925ː Marie Smidt, deutsche Bürgersfrau und Briefeschreiberin
- 1926: Larissa Reissner, russische und sowjetische Schriftstellerin und Revolutionärin
- 1927: Heinrich Braun, deutscher sozialdemokratischer Politiker und Publizist
- 1929: Walter Gramatté, deutscher Maler des magischen Realismus
- 1930: Paul Levi, deutscher Rechtsanwalt und Politiker, MdR
- 1930: Richard With, norwegischer Kapitän, Reeder und Gründer der Hurtigruten Postschiff-Linie
- 1931: Gustav Kemmann, deutscher Verkehrswissenschaftler
- 1932: Paul Neumann, österreichischer Schwimmer
- 1932: Karl Roth, deutscher Architekt
- 1933: Karl Frohme, deutscher Politiker, MdR
- 1933: Andreas Franz Frühwirth, österreichischer Ordensgeistlicher, Kurienkardinal
- 1933: Carl Fürstenberg, deutscher Bankier
- 1934: Giuseppe Carboni, kanadischer Gesangspädagoge, Dirigent und Komponist
- 1934: Marie Cecilia Mangold, US-amerikanische Mathematikerin
- 1935: Karl Nef, Schweizer Musikwissenschaftler

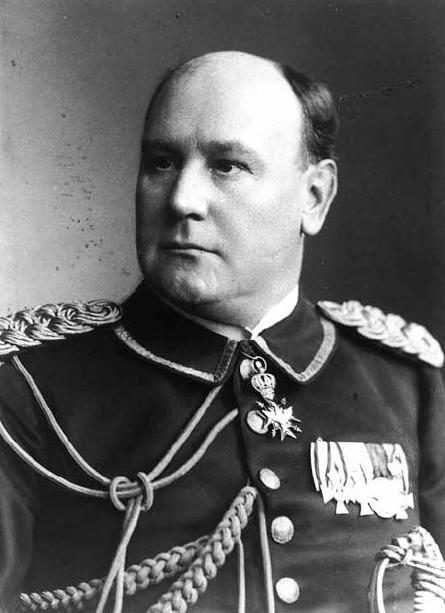
Wilhelm Solf († 1936)

- 1936: Wilhelm Solf, deutscher Politiker und Diplomat, Gouverneur von Deutsch-Samoa
- 1938: Hermann Kutzschbach, deutscher Dirigent und Musikpädagoge
- 1941: Elizabeth von Arnim, britische Schriftstellerin
- 1942: Bernardo Attolico, italienischer Diplomat
- 1943: Gunnar Gundersen, australischer Mathematiker, Hochschullehrer und Schachspieler
- 1943: Martinus Theodorus Houtsma, niederländischer Orientalist
- 1944: Wera Tubandt, deutsche Chemikerin
- 1945: Stephan Jaray-Janetschek, ungarischer Komponist
- 1945: Alfred Ludwig Wieruszowski, deutscher Jurist und Professor
- 1947ː Beatrice Rohner, Schweizer evangelische Theologin

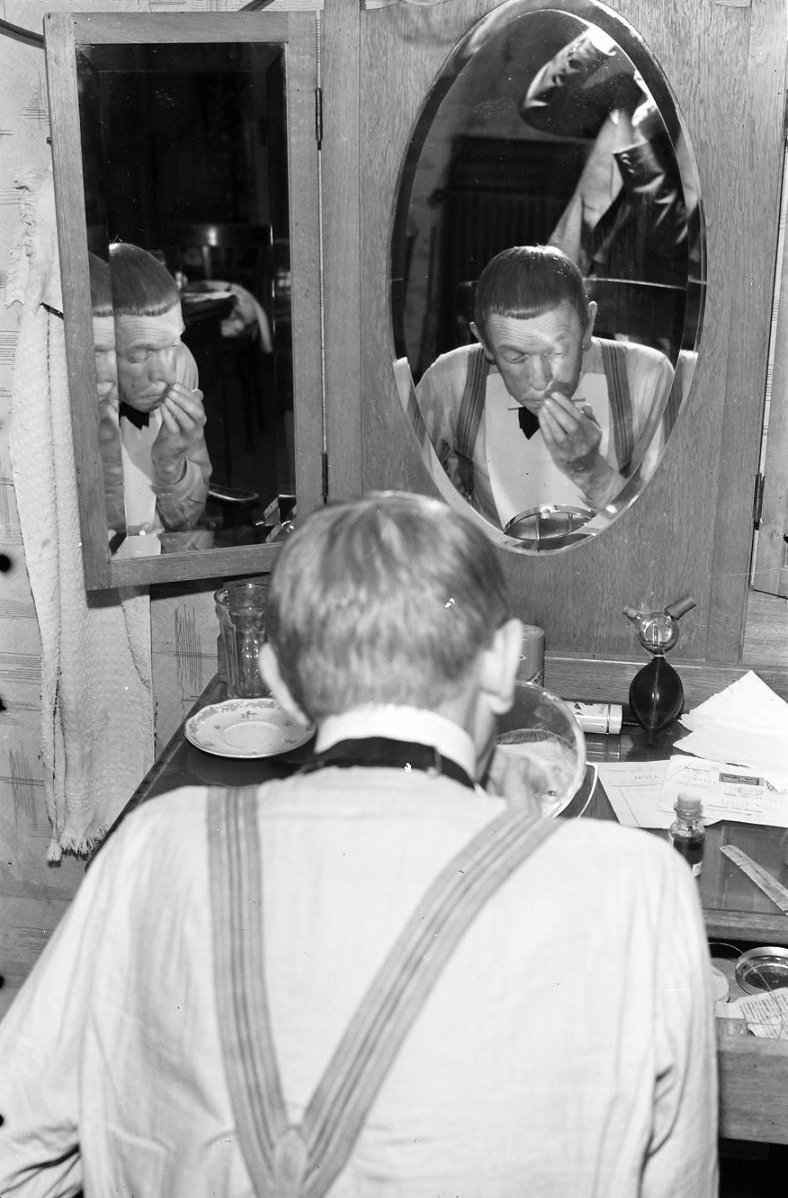
Valentin beim Schminken vor dem Schminkspiegel (1936)

- 1948: Karl Valentin, deutscher Komiker, Kabarettist, Autor und Filmproduzent
- 1949: Joseph Kumpfmüller, deutscher katholischer Geistlicher, Bischof von Augsburg

#### 1951–2000
- 1951: Ernest Hutcheson, australischer Pianist, Musikpädagoge und Komponist
- 1952: Peter Nonnenmühlen, deutscher Kommunalpolitiker, Oberbürgermeister von Mönchengladbach
- 1954: Friedrich Hauck, deutscher evangelischer Geistlicher und Hochschullehrer
- 1957: Charles Faroux, französischer Motorsportfunktionär und Rennleiter
- 1957: Miklós Horthy, österreichisch-ungarischer und ungarischer Politiker, Reichsverweser
- 1959: Karl Mauss, deutscher General
- 1960: Alexander Nikolajewitsch Benois, russischer Maler, Schriftsteller und Kunsthistoriker und -kritiker
- 1960: Hertha Bucher, deutsch-österreichische Keramikerin

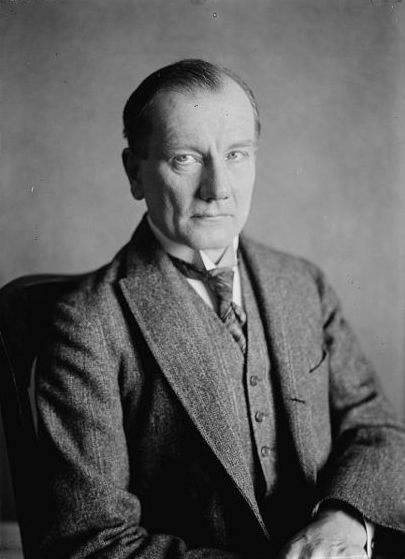
Ernst von Dohnányi († 1960)

- 1960: Ernst von Dohnányi, ungarischer Pianist und Komponist
- 1960: Leslie Callingham, britischer Autorennfahrer
- 1960: Arthur Schütz, österreichischer Ingenieur und Schriftsteller
- 1961: Grigori Jakowlewitsch Löwenfisch, sowjetischer Schachspieler
- 1963: Abd al-Karim Qasim, irakischer Militär und Politiker, Premierminister
- 1963: Benny Moré, kubanischer Sänger
- 1964: Ary Barroso, brasilianischer Komponist und Sänger
- 1964: Marek Weber, deutscher Violinist und Orchesterleiter
- 1965: Henri Lacroix, kanadischer Mundharmonikaspieler
- 1965ː Marie Wimer, US-amerikanische Tennisspielerin
- 1966: Bruno Ahlberg, finnischer Boxer
- 1966: Charles Cellérier, Schweizer evangelischer Geistlicher
- 1967: Rosa Aschenbrenner, deutsche Politikerin, MdL
- 1967: Santiago Luis Copello, argentinischer Geistlicher, Erzbischof von Buenos Aires, Kardinal
- 1967: Franz Roubal, österreichischer Bildhauer, Landschafts- und Tiermaler
- 1967: Wladimir Nikolajewitsch Sukatschow, russischer Forstwissenschaftler und Geobotaniker
- 1972: Artur Wypochowicz, polnisch-deutscher Kommunalpolitiker, Widerstandskämpfer gegen den Nationalsozialismus
- 1974: Wilhelm Groß, deutscher Bildhauer, Druckgrafiker und evangelischer Prediger
- 1974: Arnošt Kreuz, tschechoslowakischer Fußballspieler
- 1974: Henrik Samuel Nyberg, schwedischer Orientalist
- 1976: Yohanan Aharoni, deutsch-israelischer Archäologe
- 1976: Percy Faith, US-amerikanischer Orchesterleiter
- 1977: Francisco Cristancho Camargo, kolumbianischer Komponist, Arrangeur, Posaunist, Gitarrist und Orchesterleiter
- 1978: Costante Girardengo, italienischer Radrennfahrer
- 1978: Hans Stuck, deutsch-österreichischer Automobilrennfahrer
- 1980: Jean Treunet, französischer Autorennfahrer
- 1981: John Zuinglius Anderson, US-amerikanischer Politiker, Mitglied des Repräsentantenhauses
- 1981: Franz Andrysek, österreichischer Gewichtheber
- 1981: Quin Blackburn, US-amerikanischer Geologe, Geodät, Bergsteiger und Polarforscher

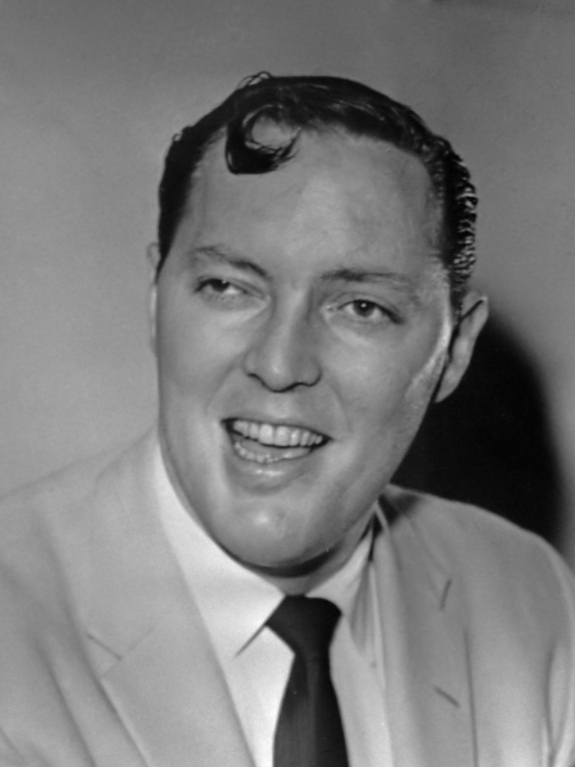
Bill Haley († 1981)

- 1981: Bill Haley, US-amerikanischer Rock-’n’-Roll-Musiker
- 1983: Khoren I. Mesrob Paroyan, armenischer Geistlicher, Katholikos des Großen Hauses von Kilikien
- 1983: Tjalling James, niederländischer Ruderer
- 1984: Juri Wladimirowitsch Andropow, sowjetischer Politiker, Leiter des KGB, Generalsekretär des ZK der KPdSU, Staatsoberhaupt
- 1988: Kurt Herbert Adler, österreichisch-US-amerikanischer Dirigent
- 1989: Hermann Conring, deutscher Politiker, MdL, MdB
- 1989: Osamu Tezuka, japanischer Arzt und Manga-Zeichner
- 1990ː Ilse Hollweg, deutsche Sopranistin
- 1991: Aaron Siskind, US-amerikanischer Fotograf
- 1992: Andor Foldes, US-amerikanischer Pianist ungarischer Herkunft
- 1993: Zenon Brzewski, polnischer Musikpädagoge und Geiger
- 1993: Donald Mackey, kanadischer Organist, Chorleiter und Musikpädagoge
- 1993: Will Höhne, deutscher Schlagersänger
- 1994: Howard M. Temin, US-amerikanischer Biologe, Nobelpreisträger
- 1994: Urbain-Marie Person, äthiopischer Bischof
- 1995: J. William Fulbright, US-amerikanischer Politiker, Mitglied des Repräsentantenhauses, Senator
- 1995: Eugen Loderer, deutscher Gewerkschaftsfunktionär
- 1996: Alistair Cameron Crombie, australischer Wissenschaftshistoriker
- 1996: Logan R. Frazee, US-amerikanischer Specialeffectskünstler
- 1996: Adolf Galland, deutscher Luftwaffenoffizier und Jagdflieger
- 1996: August Kühn, deutscher Schriftsteller
- 1996: Robin Stille, US-amerikanische Schauspielerin
- 1997: Maria Anders, deutsche Historikerin
- 1997: Brian Connolly, britischer Musiker und Sänger (The Sweet)
- 1997: Fritz Graßhoff, deutscher Maler, Zeichner, Schriftsteller und Schlagertexter
- 1999: Aleksander Gieysztor, polnischer Mittelalterhistoriker
- 1999: Len Levy, US-amerikanischer American-Football-Spieler
- 1999: Lotte Loebinger, deutsche Schauspielerin
- 2000: Jewgeni Nikolajewitsch Andrejew, russischer Testpilot und Fallschirmspringer
- 2000: Hans Platschek, deutscher Maler und Publizist

### 21. Jahrhundert
- 2001: Herbert A. Simon, US-amerikanischer Sozial- und Wirtschaftswissenschaftler, Nobelpreisträger

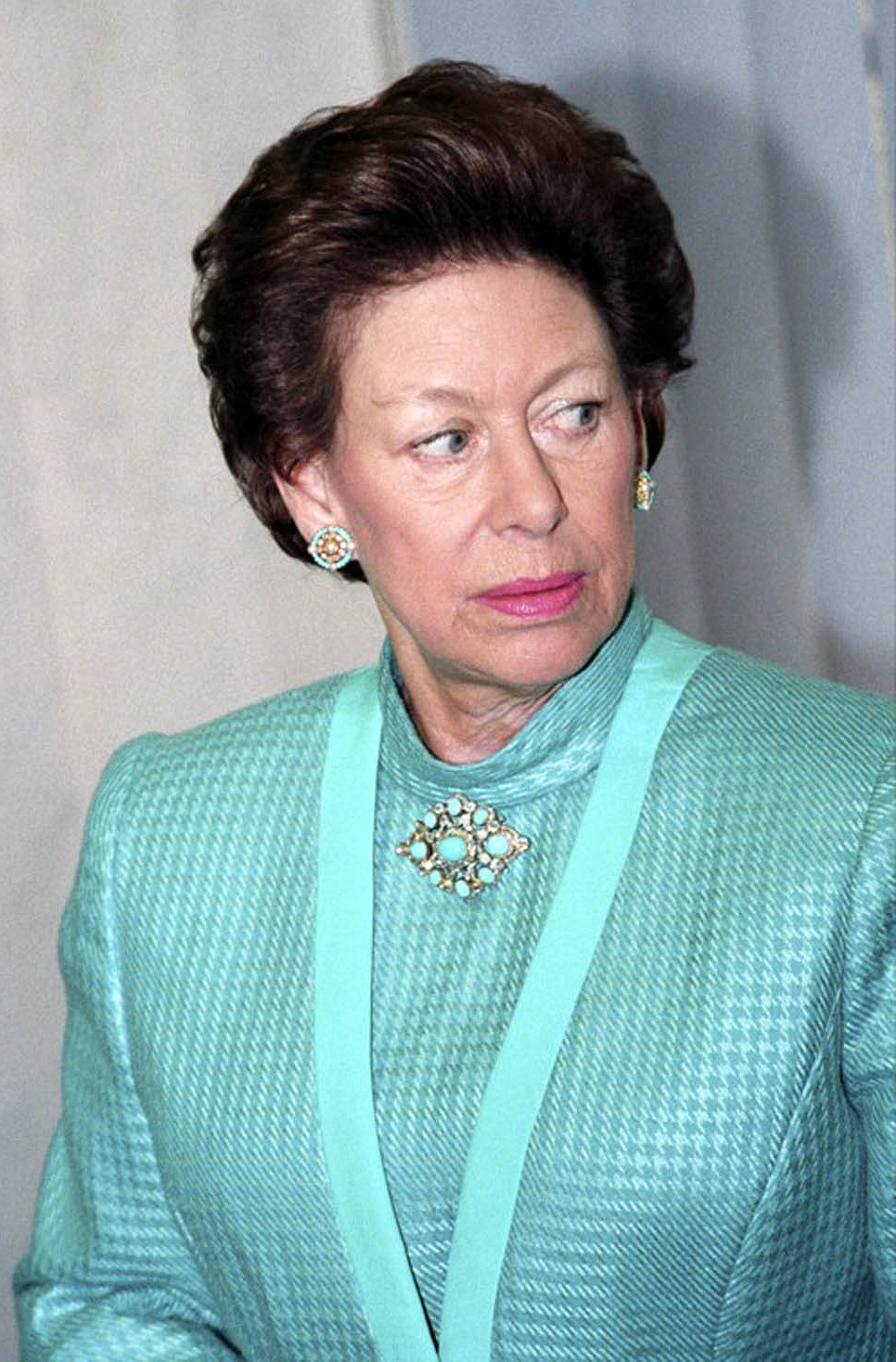
Margaret, Countess of Snowdon († 2002)

- 2002: Margaret, Countess of Snowdon, britische Prinzessin
- 2003: Herma Bauma, österreichische Leichtathletin und Handballerin
- 2003: Ruby Braff, US-amerikanischer Kornettist
- 2004: Gerhard Riedmann, österreichischer Schauspieler
- 2005: Heribert Klein, deutscher Journalist und Organist
- 2005: Sylvia Rafael, israelische Agentin
- 2005: Ursula Schröder-Feinen, deutsche Opernsängerin (Sopran)
- 2006: Freddie Laker, britischer Unternehmer der Luftfahrtindustrie
- 2007: Rüdiger Bubner, deutscher Philosoph und Professor
- 2007: Ian Richardson, britischer Schauspieler
- 2007: Erik Schumann, deutscher Schauspieler und Synchronsprecher
- 2008: Murlidhar Devidas Amte, indischer Menschenrechtler
- 2008: Walter Bitterlich, österreichischer Forstwissenschaftler
- 2009: Ulrike Apel-Haefs, deutsche Politikerin, MdL
- 2009: Robert Woodruff Anderson, US-amerikanischer Schriftsteller, Dramatiker und Drehbuchautor
- 2009: Kazys Bradūnas, litauischer Dichter
- 2009: Orlando López, kubanischer Musiker
- 2009: Jeremy Lusk, US-amerikanischer Freestyle-Motocross-Fahrer
- 2010: Philip Charles Harris, US-amerikanischer Kapitän
- 2010: Jacques Hétu, kanadischer Komponist
- 2010ː Francine Irving Neff, US-amerikanische Regierungsbeamtin
- 2012: Dimitri T. Analis, griechischer Schriftsteller und Diplomat
- 2013: Richard Artschwager, US-amerikanischer Objektkünstler, Maler, Grafiker und Bildhauer
- 2013: Keiko Fukuda, US-amerikanische Judoka japanischer Herkunft
- 2015ː Sieger Köder, deutscher Künstler und katholischer Priester ehemals Simon Köder
- 2016: Zdravko Tolimir, bosnisch-serbischer Kriegsverbrecher
- 2017: Piet Keizer, niederländischer Fußballspieler
- 2017: Kazim Akboga, deutscher YouTuber und Musiker
- 2018: John Gavin, US-amerikanischer Schauspieler
- 2018: Jóhann Jóhannsson, isländischer Komponist und Filmemacher
- 2019: Maximilian Reinelt, deutscher Ruderer
- 2019: Tomi Ungerer, französischer Illustrator und Schriftsteller
- 2020: Dietrich Höffler, deutscher Mediziner und Professor
- 2020: Pavol Šimai, slowakisch-schwedischer Pianist und Komponist

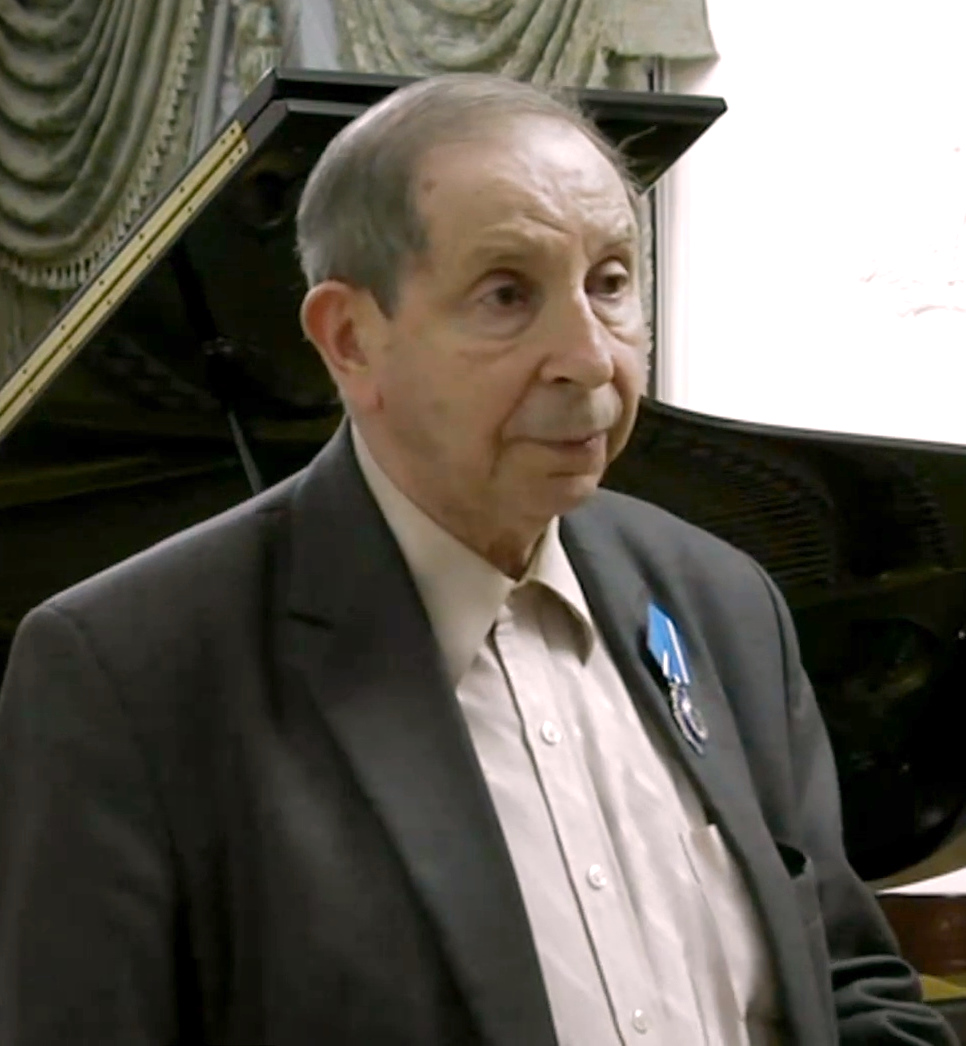
Sergei Slonimski († 2020)

- 2020: Sergei Slonimski, russischer Komponist, Pianist und Musikwissenschaftler
- 2021: Chick Corea, US-amerikanischer Musiker
- 2021: Ebbe Kops, dänischer Boxer
- 2022: Anđelka Bego-Šimunić, bosnische Komponistin
- 2022: Betty Davis, US-amerikanische Sängerin
- 2022: Joseph Horovitz, britischer Komponist und Dirigent
- 2023: Marcos Alonso, spanischer Fußballspieler
- 2023: György Czakó, ungarischer Eiskunstläufer
- 2023: Marijke Merckens, niederländische Schauspielerin und Sängerin
- 2023: Lewis Spratlan, US-amerikanischer Komponist
- 2023: Saša Živulović, griechisch-serbischer Handballspieler
- 2025ː Beverly Byron, US-amerikanische Politikerin
- 2025ː Elena Grölz, deutsch-rumänische Handballspielerin
- 2025ː Edith Mathis, Schweizer Sopranistin

## Feier- und Gedenktage
- Kirchliche Gedenktage
  - Hl. Apollonia von Alexandria, ägyptische Jungfrau und Märtyrerin (katholisch, orthodox)
  - John Hooper, Bischof von Gloucester und Märtyrer (evangelisch)
  - Hl. Alto, Einsiedler (katholisch)
  - Hl. Ansbert von Rouen, fränkischer Adeliger, Abt und Bischof (katholisch)
  - Hl. Julian von Speyer, französischer Chormeister, Komponist und Dichter (katholisch)
- Gesetzliche Feier- und Gedenktage
  - Namibia: Constitution Day
- Namenstage
  - Apollonia, Julian, Katharina

Weitere Einträge enthält die Liste von Gedenk- und Aktionstagen.